# Liste rekonstruierter Bauwerke in Deutschland
Die Liste rekonstruierter Bauwerke in Deutschland ist eine Sammlung von nennenswerten rekonstruierten Bauwerken in Deutschland. Sie enthält fertiggestellte Bauwerke, im Bau befindliche Bauwerke, in Planung befindliche Bauwerke und Bauwerke, deren Wiederaufbau von Initiativen forciert wird.

## Einführung
| Alle in den jeweiligen Tabellen dieser Liste aufgeführten Bauwerke sind Rekonstruktionen oder angehende Rekonstruktionen von zumindest teilweise abgegangenen Bauwerken. Um eine, im Sinne dieser Liste, relevante Rekonstruktion handelt es sich, wenn das jeweilige Bauwerk in der deutschsprachigen Wikipedia bereits einen Artikel besitzt, in dem es beschrieben wird. Des Weiteren handelt es sich um ein aufführwürdiges Bauwerk, wenn mindestens eines der folgenden Kriterien erfüllt ist. Das Bauwerk: - ist oder war ein Wahrzeichen seiner jeweiligen Stadt oder seiner jeweiligen Region, - ist oder war ein Erkennungszeichen oder Sitz einer wichtigen Institution oder eines großen Unternehmens, - hat oder hatte eine bedeutende Geschichte; in, an oder auf ihm fanden bedeutende historische Momente statt, oder es lebten oder wirkten in ihm herausragende Persönlichkeiten, oder es hatte in seiner Geschichte eine, für den jeweiligen Standort, bedeutende Funktion, - ist oder war architekturhistorisch oder in der Baukonstruktion ein bedeutender Entwicklungsschritt, - weist oder wies außergewöhnliche Merkmale auf, wie beispielsweise eine besondere Größe, oder ein für seine Zeit ungewöhnliches Aussehen oder ungewöhnliche Konstruktion, - ist oder war ein offiziell eingetragenes Denkmal, - ist oder war in der Bevölkerung besonders umstritten, beliebt oder verhasst, - wurde in der Fachliteratur oder in bedeutenden Medien ausführlich behandelt. |

## Beispiele für Rekonstruktionen

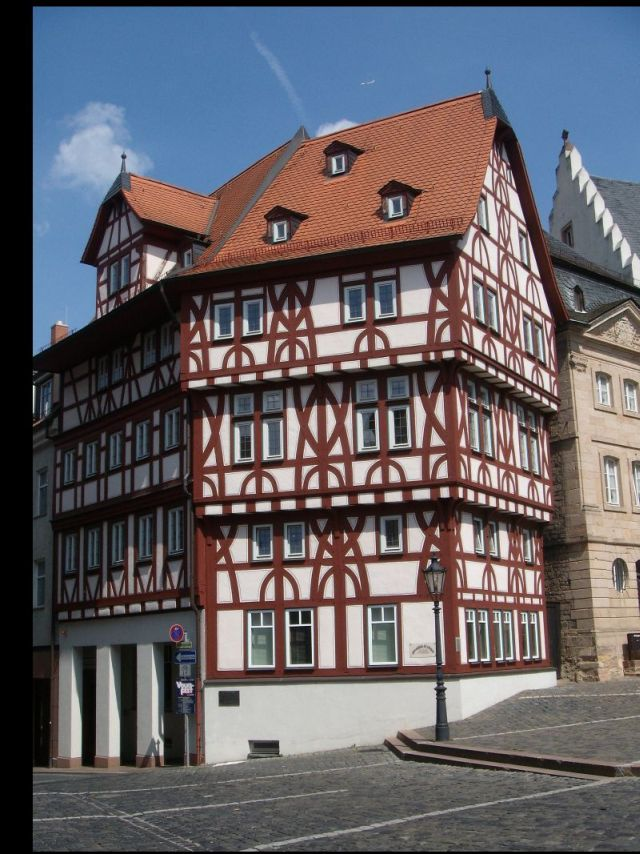
Die Löwenapotheke in Aschaffenburg
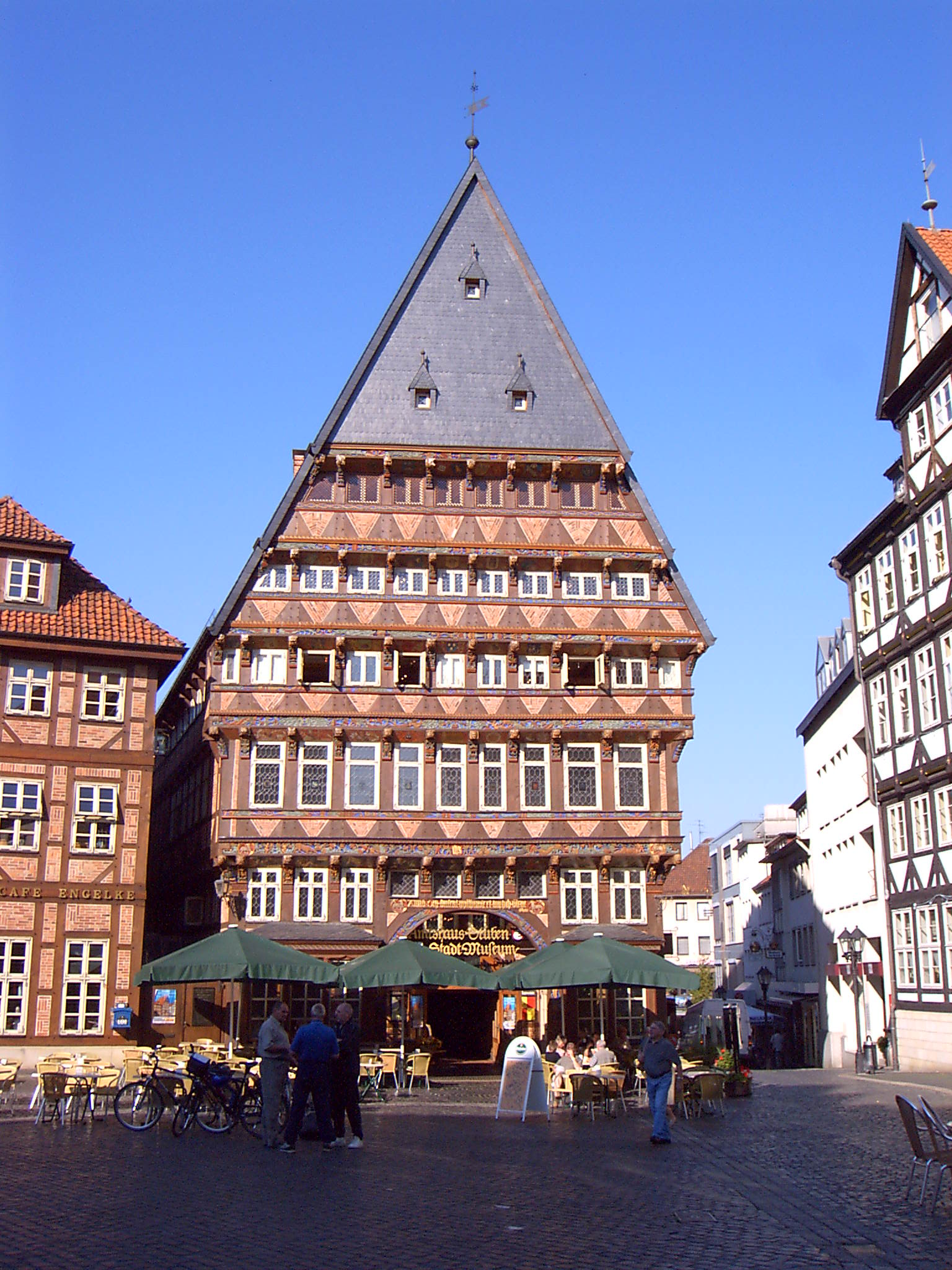
Das Knochenhaueramtshaus in Hildesheim
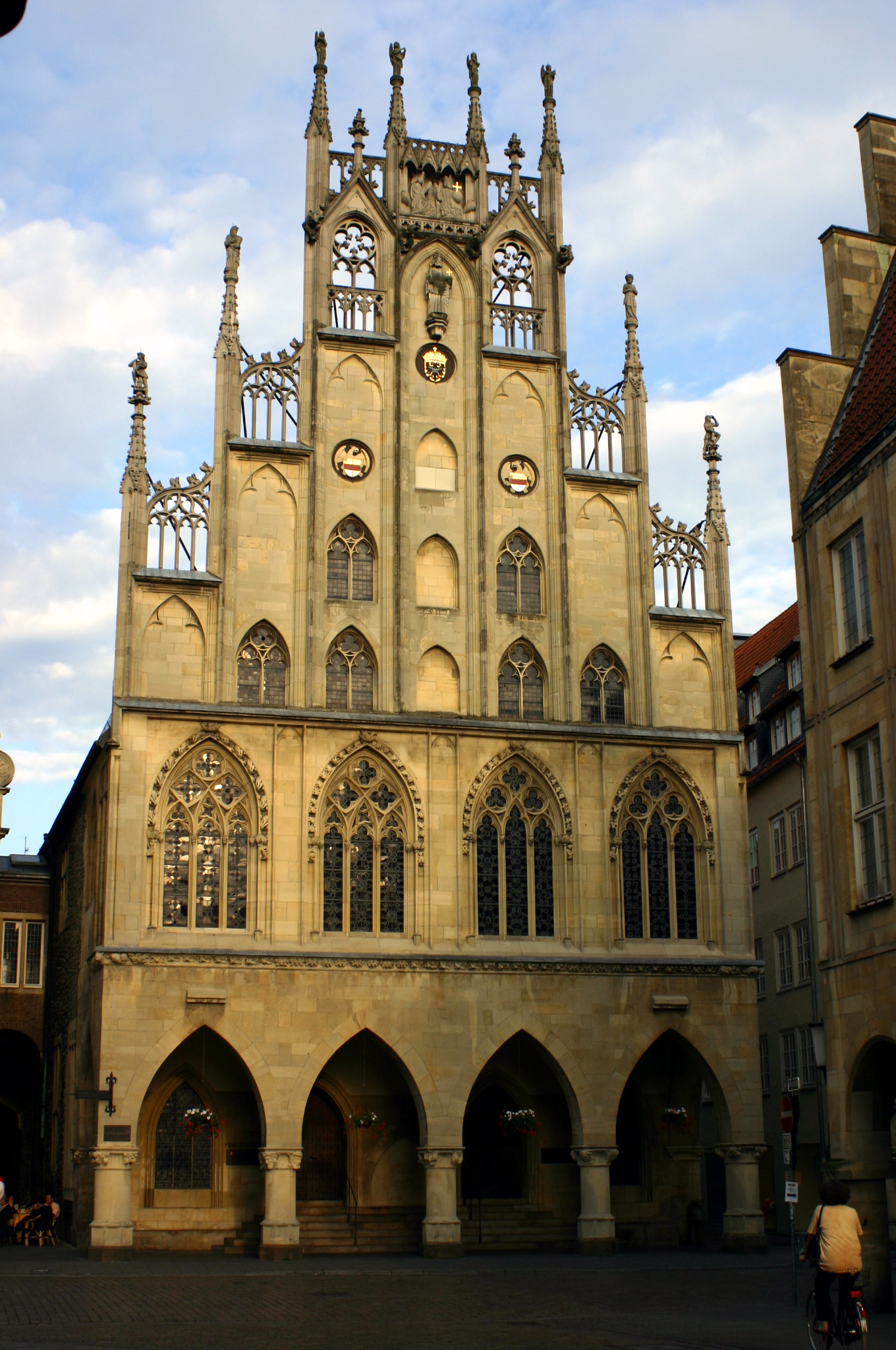
Das Historische Rathaus in Münster
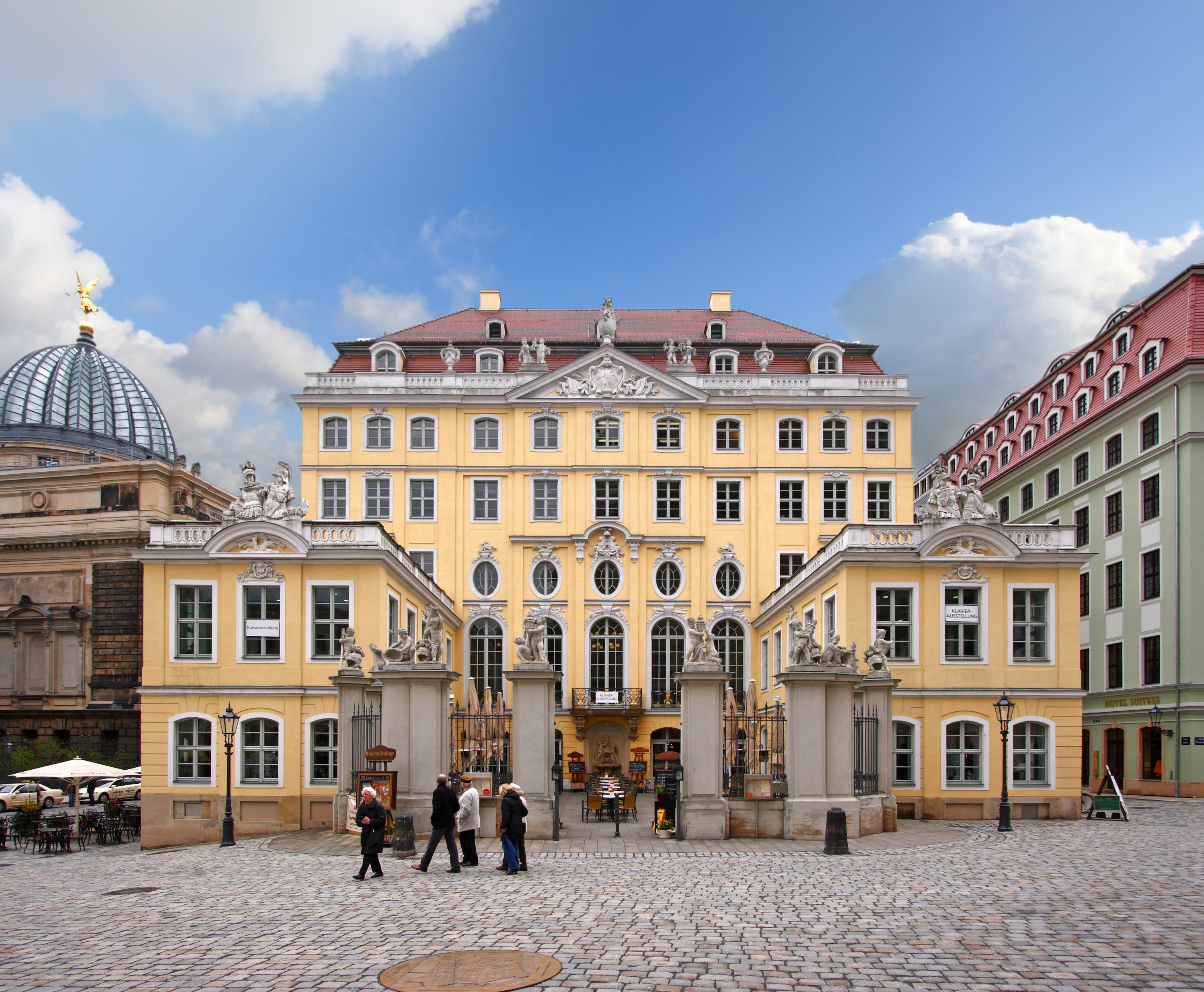
Der Neumarkt in Dresden, hier das Coselpalais
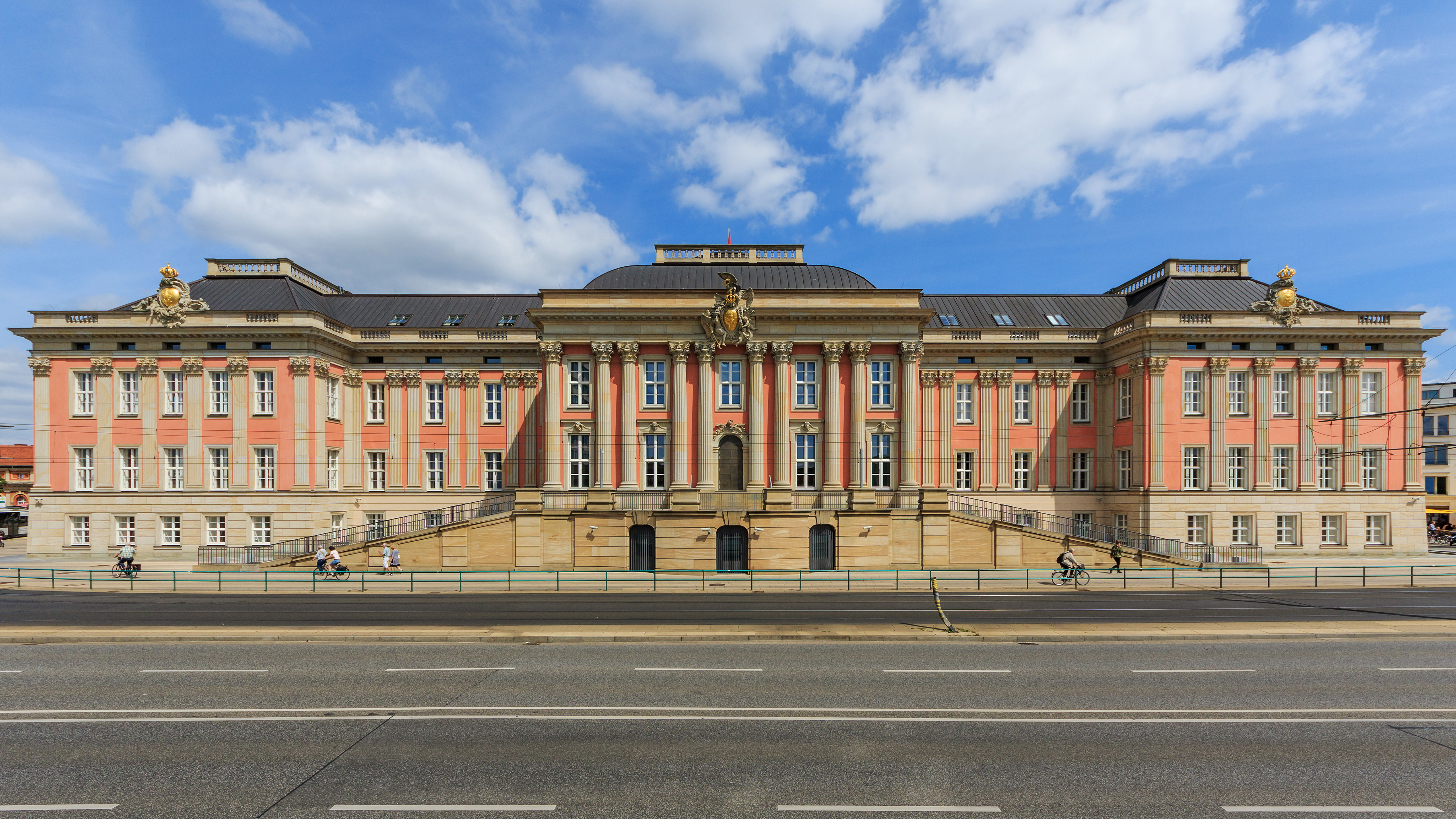
Das Potsdamer Stadtschloss, seit 2014 Sitz des Brandenburger Landtages
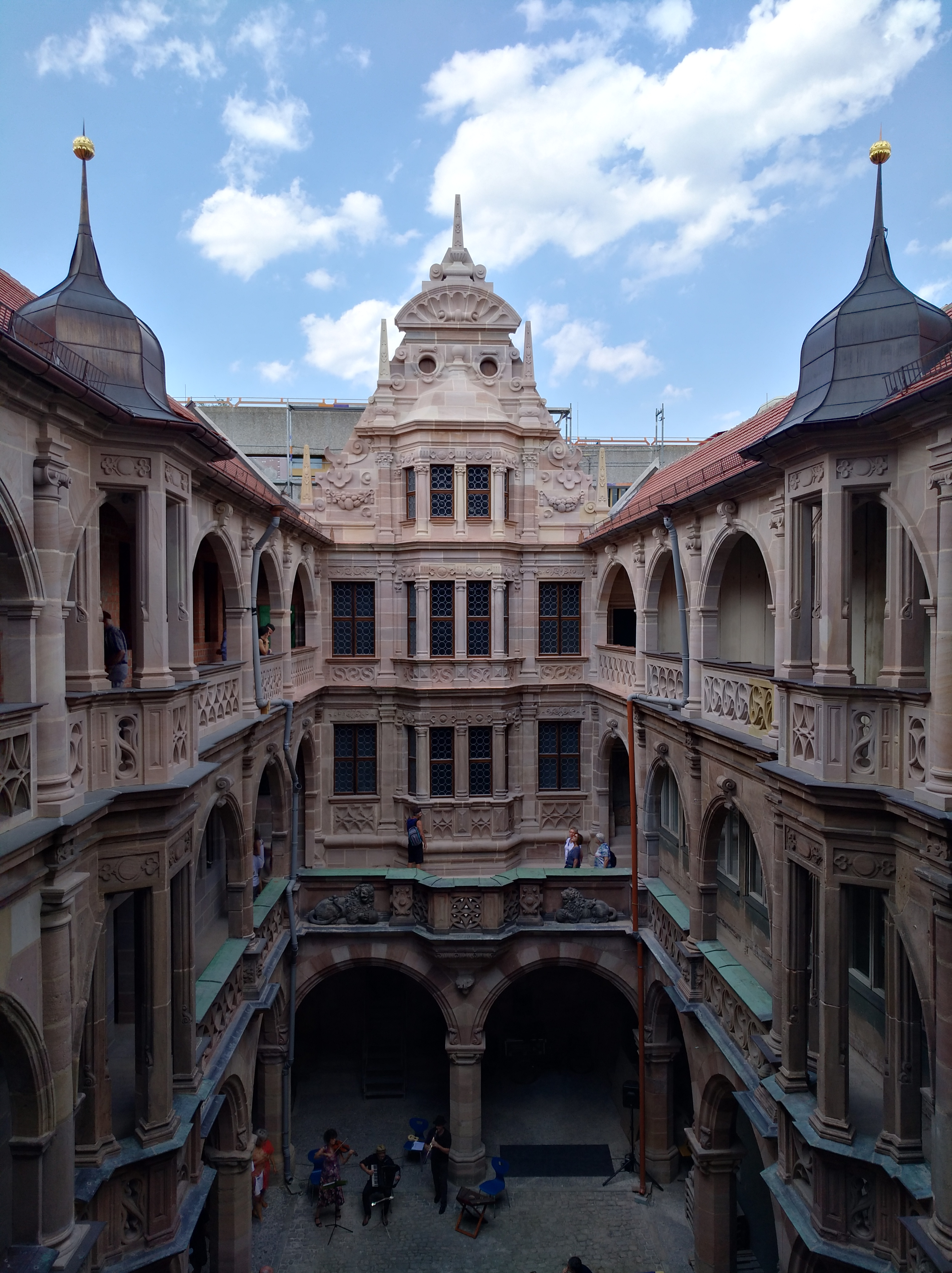
Der Renaissance-Hof im Pellerhaus in Nürnberg
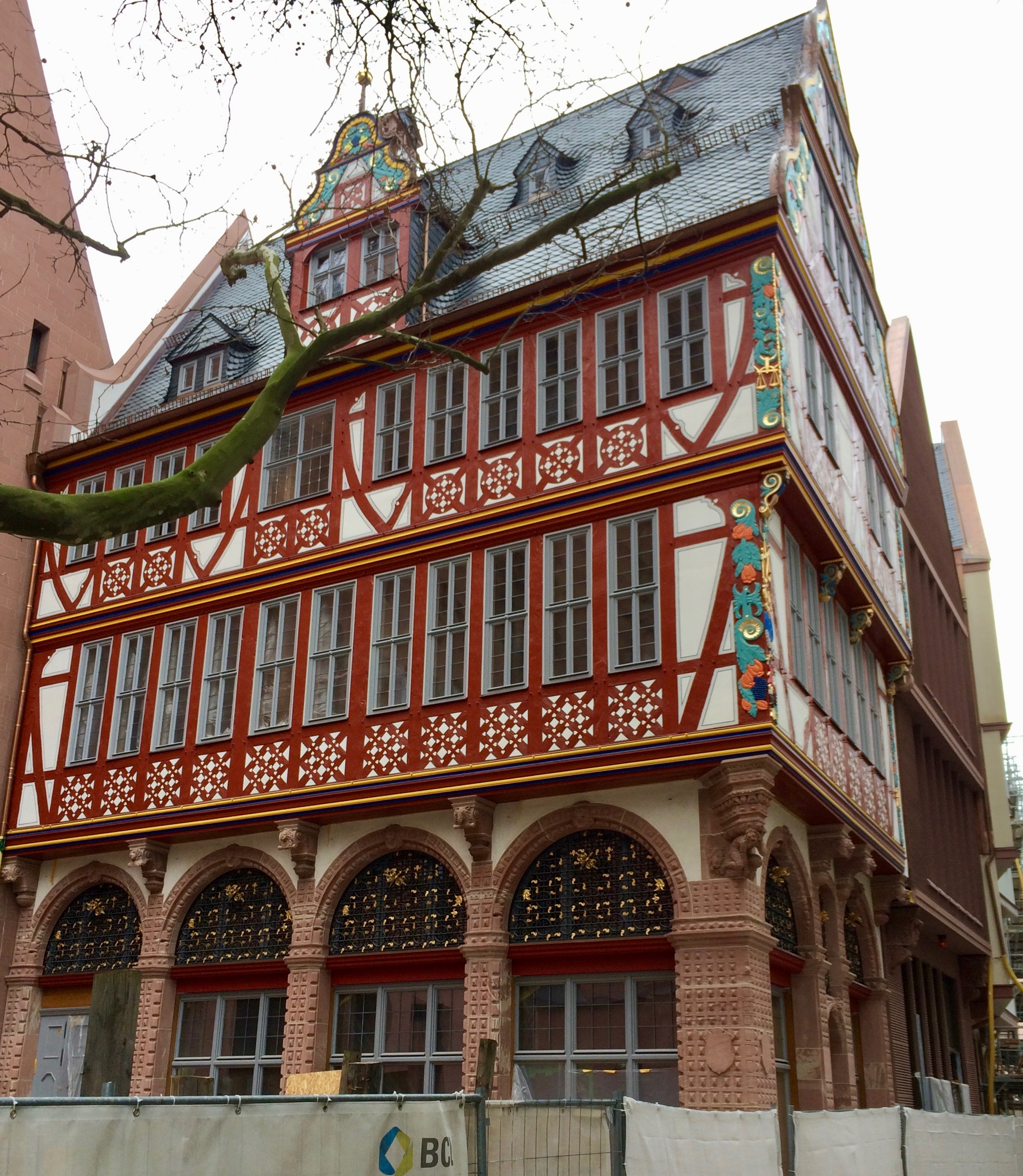
Das Haus zur Goldenen Waage in Frankfurt am Main
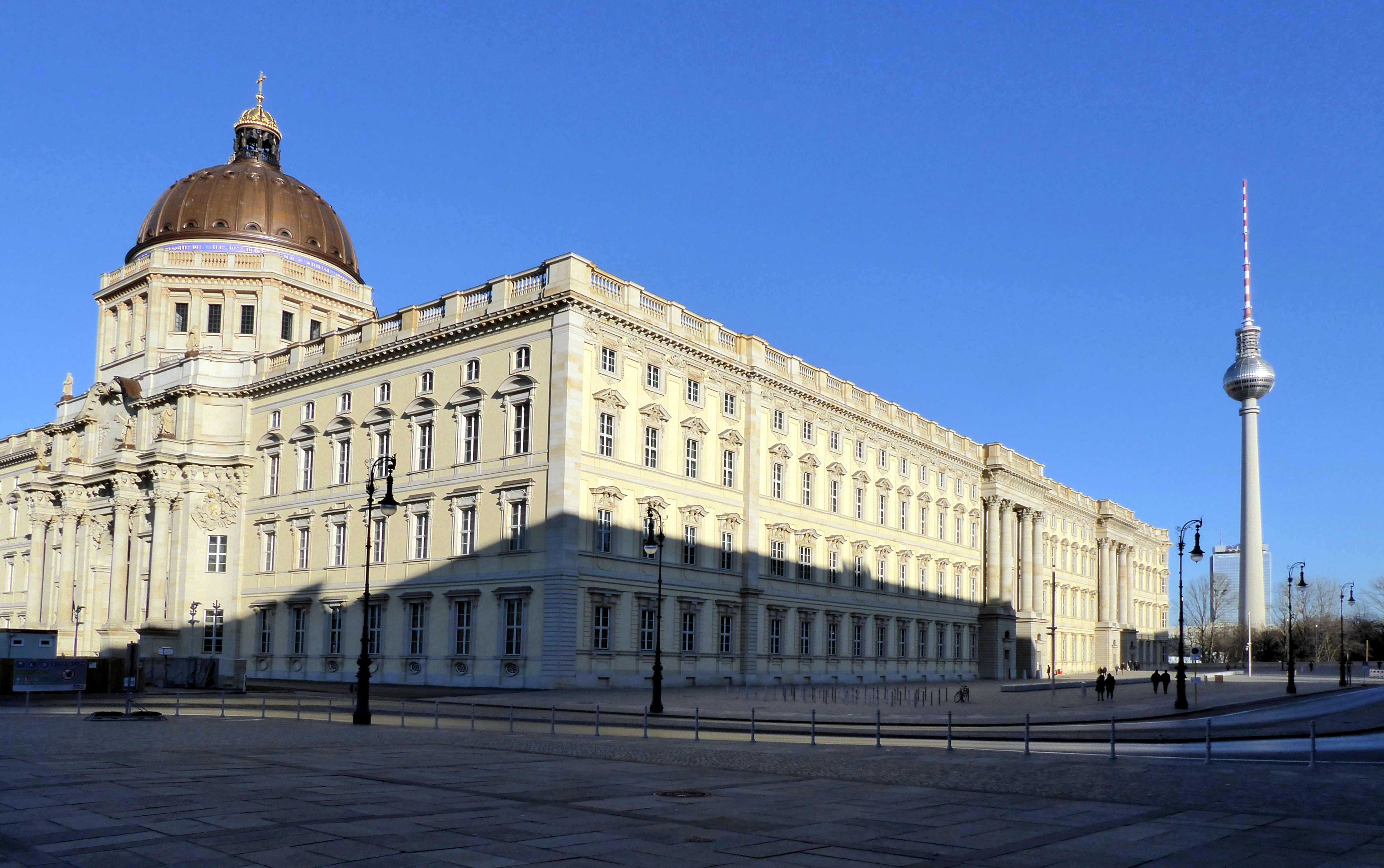
Das in Teilen wiederaufgebaute Berliner Schloss

## Legende
Abgeschlossene Rekonstruktionen: Rekonstruktionen, die im Wesentlichen abgeschlossen sind.
- Name:  Offizielle Bezeichnung des Gebäudes.
- Standort:  Stadt, in der das Bauwerk steht und seine Koordinaten. Optional noch spezifische Lokalisierungen wie z. B. bekannte Stadtteile, Parks, Straßen oder Plätze.
- Altbau:  Zeitraum, in dem das Ursprungsbauwerk errichtet wurde und/oder Zeitraum, in dem das Gebäude das rekonstruierte Erscheinungsbild bekam.
- Zerstört:  Zeitpunkt der starken und/oder kompletten Zerstörung des ursprünglichen Bauwerks.
- Reko:  Zeitraum, in dem das Bauwerk rekonstruiert wurde.
- Architekt:  Maßgebliche Planer und/oder Hauptverantwortliche Bauleiter des ursprünglichen Bauwerks und/oder des neuen Bauwerks.
- Rekonstruktionsumfang & Besonderheiten: Kurze Beschreibung was und wie rekonstruiert wurde und was nicht originalgetreu ist. Optional folgen Besonderheiten, wie z. B. berühmte Bewohner, besondere Nutzung, Zustandekommen der Rekonstruktion.
- ∞ (Link): Ein aussagekräftiger Link zur Geschichte des Bauwerkes und/oder zu spezifischen Projektseiten der Rekonstruktion.
- Abbildung:  Ein aussagekräftiges Abbild des Bauwerkes.

Im Bau befindlich, geplant oder initiiert: Mögliche oder bereits im Bau befindliche Rekonstruktionen.
- Status:  Zustand, in dem sich das Rekonstruktionsprojekt befindet.
- Informationen zum Rekonstruktionsvorhaben & Besonderheiten: Kurze Beschreibung, was und wie rekonstruiert wird bzw. werden soll. Wahrscheinlichkeit einer Rekonstruktion und Informationen zu Initiativen, Bauplänen und Baufortschritt. Optional folgen Besonderheiten.

## Baden-Württemberg

### Abgeschlossene Rekonstruktionen
| Name                  | Standort                    | Altbau                               | Zerstört                        | Reko.              | Architekt                                                                 | Rekonstruktionsumfang & Besonderheiten | ∞                                                        | Abbildung |
| --------------------- | --------------------------- | ------------------------------------ | ------------------------------- | ------------------ | ------------------------------------------------------------------------- | --- | -------------------------------------------------------- | --------- |
| Bärenschlössle        | Stuttgart Rotwildpark Karte | 1817                                 | 1943, Erneut: 1994              | 1963, Erneut: 1997 | N/A                                                                       | Originalgetreue Rekonstruktion. | (baerenschloessle-stuttgart.de)                          |           |
| Deutschhof            | Heilbronn Karte             | Ursprung: 1225 Umbau: 1712–1718      | 1944                            | 1951–?             | Altbau: ? Umbau: W. H. Behringer Neubau: Richard Scheffler                | Äußerlich weitgehend originalgetreu rekonstruiert. Das Innere wurde modern gestaltet. Es beherbergt heute die Städtischen Museen, die Volkshochschule und das Stadtarchiv Heilbronn. | (museen-heilbronn.de)                                    |           |
| Dreifaltigkeitskirche | Ulm Karte                   | 1617–1621                            | 1944                            | 1977–1984          | N/A                                                                       | Weitgehend originalgetreue äußere Rekonstruktion. Nachdem zunächst nur die Instandsetzung der Turmruine geplant war, wurde im Anschluss das gesamte Gebäude nachgebaut. | (kirchenbezirk-ulm.de)                                   |           |
| Möhringer Spitalhof   | Stuttgart Möhringen Karte   | 1589                                 | Zerstört: 1944, Abgeräumt: 1959 | 1962               | N/A                                                                       | Äußerlich originalgetreue Rekonstruktion. | heimatmuseum-moehringen.de (buergerverein-moehringen.de) |           |
| Neues Schloss         | Stuttgart Karte             | 1746–1807                            | 1944                            | 1958–1964          | Altbau: Leopoldo Retti Neubau: Horst Linde                                | Äußerlich weitgehend originalgetreuer Wiederaufbau. Anfängliche Pläne, die Ruinen des Schlosses abzureißen und durch ein Hotel zu ersetzen, wurden nach heftigen Protesten von Bürgern und Denkmalschützern aufgegeben. Der Beschluss zum Wiederaufbau fiel mit einer Stimme Mehrheit im Landtag von Baden-Württemberg. | (neues-schloss-stuttgart.de)                             |           |
| Palais Bretzenheim    | Mannheim                    | 1782–1788                            | 1943                            | 1948–1949          | Altbau: Peter Anton von Verschaffelt                                      | Weitgehend rekonstruiert (bis auf das vereinfachte Dach), auch innen. |                                                          |           |
| Palais Sickingen      | Freiburg Karte              | 1769–1773                            | 1944                            | 1962–1965          | Altbau: Pierre Michel d’Ixnard Neubau: Heiner Gierich                     | Weitgehend rekonstruierte Fassade an einem modernen Neubau. | (badische-zeitung.de)                                    |           |
| Rathaus               | Karlsruhe Karte             | 1805–1825                            | 1944                            | 1948–1955          | Altbau: Friedrich Weinbrenner                                             | Das klassizistische Rathaus wurde historisch wiederaufgebaut. | (karlsruhe.de)                                           |           |
| Schellenturm          | Stuttgart Karte             | 1564&1811                            | 1944                            | 1978–1980          | N/A                                                                       | Weitgehend originalgetreuer Nachbau des Zustandes von 1906. Seit der Rekonstruktion befindet sich im Turm eine Weinstube. | (weinstube-schellenturm.de)                              |           |
| Schloss Bruchsal      | Bruchsal Karte              | ab 1720                              | 1945                            | 1964–1975          | Altbau: Maximilian von Welsch, Balthasar Neumann                          | Weitgehend komplette Rekonstruktion. Auch im Inneren wurde ein großer Teil originalgetreu wiederaufgebaut. Zuletzt wurde bis April 2017 die Beletage rekonstruiert. Das Schloss wird heute als Museum genutzt. | belle-alliance.com (schloss-bruchsal.de)                 |           |
| Schloss Karlsruhe     | Karlsruhe Karte             | Ursprung: 1715–1718 Umbau: 1770 etwa | 1944                            | 1955–1966          | Altbau: Balthasar Neumann, Friedrich von Kesslau, Wilhelm Jeremias Müller | Die Fassade wurde originalgetreu wiederhergestellt. Das Innere ist modern errichtet worden. | (karlsruhe.de)                                           |           |
| Schloss Mannheim      | Mannheim Karte              | 1746–1807                            | 2. Wk                           | 1947–2007          | Altbau: Johann Kaspar Herwarthel                                          | Weitgehend originalgetreuer Wiederaufbau, samt einiger Innenräume. Das Mansarddach, einige Räume und der Ehrenhof wurden erst im Jahr 2007 rekonstruiert. Um den Wiederaufbau wurde in der direkten Nachkriegszeit gestritten.                                                                                          | (schloss-mannheim.de)                                    |           |
| Villa Mertz           | Heilbronn Karte             | 1811                                 | 1944                            | 1960               | Altbau: G. C. E. von Etzel                                                | Vereinfachte Rekonstruktion des Vorkriegszustandes. | (lingner.com)                                            |           |

### Im Bau befindlich, geplant oder initiiert
| Name                               | Standort        | Altbau      | Zerstört | Status           | Architekt   | Informationen zum Rekonstruktionsvorhaben & Besonderheiten | ∞                                           | Abbildung |
| ---------------------------------- | --------------- | ----------- | -------- | ---------------- | ----------- | --- | ------------------------------------------- | --------- |
| Stuttgarter Rathaus und Marktplatz | Stuttgart Karte | verschieden | 1944     | Bürgerinitiative | verschieden | Rathaus und Markthäuser wurden im Zweiten Weltkrieg mehr oder weniger zerstört, aber waren dennoch meist wiederaufbaubar. Man entschied sich jedoch seinerzeit dagegen. Heute wird der Marktplatz von vielen als trostlos empfunden, weswegen im Zuge von Rekonstruktionprojekten in anderen Städten wie z. B. dem Dom-Römer-Projekt in Frankfurt oder dem Neumarkt in Dresden nun auch in Stuttgart die ersten Stimmen laut werden, Marktplatzhäuser und Rathaus wiederzugewinnen. | de-de.facebook.com (stuttgarter-zeitung.de) |           |

## Bayern

### Abgeschlossene Rekonstruktionen
| Name                 | Standort                        | Altbau    | Zerstört | Reko.     | Architekt                                          | Rekonstruktionsumfang & Besonderheiten | ∞                                              | Abbildung |
| -------------------- | ------------------------------- | --------- | -------- | --------- | -------------------------------------------------- | --- | ---------------------------------------------- | --------- |
| Augsburger Rathaus   | Augsburg Karte                  | 1615–1624 | 1944     | 1955–1984 | Altbau: Elias Holl                                 | Das Rathaus wurde äußerlich in historischer Form rekonstruiert, im Inneren ist es jedoch in vereinfachter Form wiederaufgebaut worden. Bei Sanierungsarbeiten von 1980 bis 1984 erhielt die Fassade des Rathauses die ursprüngliche Farbgebung gemäß historischer Unterlagen zurück. Besondere Anerkennung genießt der Goldene Saal, welcher originalgetreu wiederaufgebaut wurde.    | (augsburg.de)                                  |           |
| Chinesischer Turm    | München Englischer Garten Karte | 1789–1790 | 1944     | 1951–1952 | Altbau: Joseph Frey Neubau: Franz Zell             | Der Turm wurde originalgetreu wiederaufgebaut. Er zählt inzwischen als das bekannteste Wahrzeichen des Englischen Gartens. Der Aufstieg wird heute jedoch nur noch zu besonderen Anlässen erlaubt. | (chinaturm.de)                                 |           |
| Falkenhaus           | Würzburg Karte                  | 1751      | 1945     | 50er      | N/A                                                | Fassadenrekonstruktion, welche nach der Vorlage alter Fotografien ausgeführt wurde. Laut dem Kunsthandbuch Dehio ist die Rekonstruktion als vorbildlich zu werten. Das Innere des Gebäudes wurde allerdings auf zeitgemäße Verwendungszwecke zugeschnitten. |                                                |           |
| Fuggerei             | Augsburg Karte                  | ab 1514   | 1944     | ab 1945   | Altbau: Thomas Krebs, Neubau: Raimund von Doblhoff | Weitgehend originalgetreuer Wiederaufbau aller Gebäude. Es wurden beispielsweise auch die unterschiedlichen Fenstermaße der einzelnen Gebäude nicht vereinheitlicht, sondern so exakt wie möglich rekonstruiert. Nur die Technik wurde auf den neuesten Stand gebracht. | fugger.de (welt.de)                            |           |
| Haslauer-Block       | München Ludwigstraße Karte      | 1827–1830 | 2. WK    | 1960–1968 | Altbau: Leo von Klenze Neubau: Erwin Schleich      | Der Wiederaufbau orientierte sich weitgehend an die Vorgaben Klenzes, wobei jedoch das Innere modern ausgeführt wurde. Der Haslauer-Block ist denkmalgeschützt. |                                                |           |
| Heilig-Geist-Spital  | Nürnberg Karte                  | 1332–1339 | 1945     | 1951–1953 | Neubau: Julius Lincke                              | Das Spital wurde äußerlich weitgehend originalgetreu, mitsamt dem reich verzierten Erker und dem spitzen Turm, rekonstruiert. Auf den Wiederaufbau der zum Spital gehörenden Heilig-Geist-Kirche verzichtete man jedoch. | (heilig-geist-spital.de)                       |           |
| Löwenapotheke        | Aschaffenburg Karte             | 16. Jh.   | 1945     | 1991–1995 | N/A                                                | Originalgetreue Rekonstruktion. Nachdem von einigen Stadtvertretern und Architekten ein moderner Neubau angestrebt wurde, konnten sich schließlich die Bürger mit der Bürgerinitiative „Wiederaufbau Löwenapotheke e. V.“ durchsetzen. Heute setzt sich die Bürgerinitiative unter dem neuen Namen „Aschaffenburger Altstadtfreunde e. V.“ weiterhin für historische Architektur ein. | (aschaffenburger-altstadtfreunde.de)           |           |
| Münchner Residenz    | München Karte                   | 1385–1842 | 1944     | 1945–2003 | verschiedene                                       | Die Residenz wurde nach ihrer Zerstörung weitgehend rekonstruiert. Da fast die gesamte Ausstattung bereits vor den ersten Bombenangriffen ausgelagert wurde, konnte auch im Inneren viel Originalsubstanz verwendet werden. Zahlreichen Bürgern haben sich um den Wiederaufbau bemüht, besonders hervorzuheben sind Tino Walz, Rudolf Esterer und der Verein Freunde der Residenz.    | residenz-muenchen.de (freunde-der-residenz.de) |           |
| Palais Leuchtenberg  | München Odeonsplatz Karte       | 1817–1821 | 1945     | 1963–1967 | Altbau: Leo von Klenze                             | Das Palais wurde mit vorgeblendeter Ziegelmauer und mit historisch rekonstruierter Fassade errichtet. Die Gebäudestruktur wurde in Skelettbauweise mit Stahlbeton ausgeführt. Es ist heute das größte Palais in München. |                                                |           |
| Schloss Johannisburg | Aschaffenburg Karte             | 1605–1614 | 1945     | 1950–1975 | Altbau: Georg Ridinger                             | Weitgehend originalgetreuer Wiederaufbau nach Plänen aus der ursprünglichen Bauzeit. Als besonders gelungen gilt die Schlosskapelle. Das Innere des Schlosses wurde als Museum modern aufgebaut. | (burgen.de)                                    |           |

### Im Bau befindlich, geplant oder initiiert
| Name               | Standort        | Altbau    | Zerstört | Status         | Architekt                      | Informationen zum Rekonstruktionsvorhaben & Besonderheiten | ∞                              | Abbildung |
| ------------------ | --------------- | --------- | -------- | -------------- | ------------------------------ | --- | ------------------------------ | --------- |
| Karolinenstraße 15 | Augsburg Karte  | 1602–1605 | 1945     | Geplant        |                                | Brand am 10. September 2021. Aufgrund der kunsthistorischen Bedeutung und der Bedeutung für die Augsburger Altstadt wird eine originalgetreue Rekonstruktion favorisiert. |                                |           |
| Pellerhaus         | Nürnberg Karte  | 1602–1605 | 1945     | Im Bau/Geplant | Altbau: Jakob Wolff der Ältere | Seit Oktober 2008 wird der Innenhof auf Initiative der Altstadtfreunde Nürnberg rekonstruiert. Nürnberger Bürger und die Initiative versuchen zudem auch den Wiederaufbau der Südfassade zu erreichen, welche Kunsthistoriker zu den bedeutendsten Renaissancefassaden von profanen Gebäuden in Deutschland zählen. Jedoch wird dies derzeit von einigen Politikern, Denkmalschützern und Architekten verhindert. | (altstadtfreunde-nuernberg.de) |           |
| Rathaus Straubing  | Straubing Karte | 1382 etwa | 2016     | Im Bau         |                                | Am 25. November 2016 wurde der historische Gebäudeteil des Rathauses durch einen Brand stark beschädigt. Es wird ein originalgetreuer Wiederaufbau angestrebt. |                                |           |

## Berlin

### Abgeschlossene Rekonstruktionen
| Name                   | Standort                                | Altbau      | Zerstört  | Reko.     | Architekt                                                                                               | Rekonstruktionsumfang & Besonderheiten | ∞                                       | Abbildung |
| ---------------------- | --------------------------------------- | ----------- | --------- | --------- | --- | --- | --------------------------------------- | --------- |
| Alte Kommandantur      | Berlin-Mitte Unter den Linden Karte     | 1795–1796   | 1945      | 2001–2003 | Altbau: Wilhelm Konrad Titel Neubau: Thomas v. d. Valentyn                                              | Die historische Bausubstanz wurde fast vollständig rekonstruiert. Die Berliner Baumeister Rupert und York Stuhlemmer waren für die Fassade verantwortlich. Das Gebäude befindet sich im Besitz der Bertelsmann Stiftung und wurde von dieser auch rekonstruiert. | (baunetzwissen.de)                      |           |
| Berliner Stadtschloss  | Berlin-Mitte Spreeinsel Karte           | 1699–1716   | 1945&1950 | 2013–2020 | Altbau: Andreas Schlüter und Eosander Neubau: Franco Stella                                             | 2008 war das Baufeld des Schlosses durch den Abriss des Palasts der Republik wieder frei. Seit 2009 trat die Stiftung Berliner Schloss – Humboldtforum als Bauherrin des neuen Schlosses auf. Im März 2013 begannen die Bauarbeiten und am 12. Juni 2015 wurde das Richtfest für den vollendeten Rohbau des Schlosses samt Dachstuhl gefeiert. Kontroversen gab und gibt es immer noch um die modern gebaute Ostfassade des Schlosses. Im Stadtschloss wurde das Museum Humboldtforum eingerichtet. Die Eröffnung erfolgte im Dezember 2020. | berliner-schloss.de (humboldtforum.org) |           |
| Deutscher Dom          | Berlin-Mitte Gendarmenmarkt Karte       | 1701–1708   | 1943      | 1983–1996 | Altbau: Martin Grünberg                                                                                 | Das Gebäude wurde weitgehend originalgetreu rekonstruiert. | (bundestag.de)                          |           |
| Französischer Dom      | Berlin-Mitte Gendarmenmarkt Karte       | 1780–1785   | 1944      | 1981–1987 | Altbau: Carl von Gontard und Georg Christian Unger Neobarock: Otto March                                | Das Gebäude wurde weitgehend originalgetreu rekonstruiert und beherbergt das Berliner Hugenottenmuseum. | franzoesischer-dom.de (berlin.de)       |           |
| Kronprinzenpalais      | Berlin-Mitte Unter den Linden Karte     | 1732        | 1945      | 1968–1969 | Altbau: Philipp Gerlach Neubau: Richard Paulick                                                         | Das Kronprinzenpalais wurde äußerlich originalgetreu nachgebaut, wobei das 3. Geschoss auf die Flügel verlängert wurde. Das Innere des Gebäudes wurde modern gestaltet. Heute ist es über die BADV im Besitz des Bundes. | (bundesimmobilien.de)                   |           |
| Nikolaikirche          | Berlin-Mitte Nikolaiviertel Karte       | 1230–1250   | 1944&1949 | 1980–1987 | N/A | Die Kirche wurde zur 750-Jahr-Feier Berlins nach alten Zeichnungen und Plänen mit neuen Turmhelmen originalgetreu wiederaufgebaut. | (stadtmuseum.de)                        |           |
| Nikolaiviertel         | Berlin-Mitte Karte                      | verschieden | 1944      | 1984–1987 | verschiedene                                                                                            | Im Viertel wurden zahlreiche Gebäude rekonstruiert oder historisch aufgebaut. Besonders sind das Ephraim-Palais, das Gasthaus Zur Rippe, das Gasthaus Zum Nußbaum, die Gerichtslaube, das Lessinghaus, die Bürgerhäuser hinter der Nikolaikirche und die Bürgerhäuser am Molkenmarkt zu nennen. | (berlin-nikolaiviertel.com)             |           |
| Palais Podewils        | Berlin-Mitte Karte                      | 1701–1704   | 2. WK     | 1952–1954 | Altbau: Jean de Bodt                                                                                    | Die Fassade ist ein weitgehend originalgetreuer Nachbau des barocken Zustandes. Das Dach wurde zunächst als Satteldach ausgeführt. Nach einem Brand 1966 wurde das historische Doppelwalmdach wiederhergestellt. | kulturprojekte-berlin.de                |           |
| Prinzessinnenpalais    | Berlin-Mitte Unter den Linden Karte     | 1730&1811   | 2. WK     | 1962–1964 | Altbau: Friedrich Wilhelm Diterichs, Heinrich Gentz und Karl Friedrich Schinkel Neubau: Richard Paulick | Das Gebäude wurde äußerlich weitgehend originalgetreu rekonstruiert. Das Innere wurde modern errichtet und nach der Wiedervereinigung historisch überarbeitet. | (berlin.de)                             |           |
| Schauspielhaus Berlin  | Berlin-Mitte Gendarmenmarkt Karte       | 1818–1821   | 2. WK     | 1979–1984 | Altbau: Karl Friedrich Schinkel                                                                         | Das Gebäude wurde äußerlich weitgehend originalgetreu nach den Plänen Schinkels wieder aufgebaut. Die Innenräume wurden neu errichtet und auf ein Konzerthaus zugeschnitten. | (berlin-buehnen.de)                     |           |
| Spittelkolonnaden      | Berlin-Mitte Dönhoffplatz Karte         | 1776        | 1960      | 1979      | Altbau: Carl von Gontard                                                                                | Die südlichen Spittelkolonnaden wurden ein paar Meter vom echten Standort versetzt inklusive historischer Bausubstanz rekonstruiert. |                                         |           |
| St.-Hedwigs-Kathedrale | Berlin-Mitte Friedrichsstadt Karte      | 1747–1773   | 1943      | 1952–1963 | Altbau: Knobelsdorff und Jean Laurent Legeay                                                            | Weitgehend originalgetreuer Wiederaufbau unter Einbezug der noch vorhandenen Mauerreste. Bis heute fehlt jedoch der Turmhelm auf der Kuppel, weswegen das Gebäude auf einige Betrachter unproportioniert wirkt. | (hedwigs-kathedrale.de)                 |           |
| Volksbühne Berlin      | Berlin-Mitte Rosa-Luxemburg-Platz Karte | 1913–1914   | 1944      | 1952–1954 | Altbau: Oskar Kaufmann Neubau: Hans Richter                                                             | Originalnahe Rekonstruktion unter Verwendung originaler Bausubstanz. | (volksbuehne-berlin.de)                 |           |

### Im Bau befindlich, geplant oder initiiert
| Name                     | Standort                            | Altbau    | Zerstört                                               | Status                 | Architekt               | Informationen zum Rekonstruktionsvorhaben & Besonderheiten | ∞                             | Abbildung                                                                            |
| ------------------------ | ----------------------------------- | --------- | ------------------------------------------------------ | ---------------------- | ----------------------- | --- | ----------------------------- | ------------------------------------------------------------------------------------ |
| Schinkelsche Bauakademie | Berlin-Mitte Unter den Linden Karte | 1832–1836 | 1945&1962                                              | Konkrete Planungen     | Karl Friedrich Schinkel | Das auf dem Grund der Bauakademie errichtete neue Gebäude des DDR-Außenministerium wurde in den Jahren 1995/1996 wieder abgerissen. Seither gibt es Bestrebungen, die Bauakademie nach historischem Vorbild zu rekonstruieren. Insbesondere der im Jahr 1994 gegründete Förderverein Bauakademie setzt sich dafür ein. Im Jahr 2004 wurde eine rekonstruierte Ansicht des Gebäudes durch ein Gerüst mit vorgehängten und bedruckten Planen in Originalgröße zu Werbezwecken für das Projekt auf dem Baufeld aufgestellt. Seit 2016 werden die Pläne konkreter, und es wird nun nicht mehr um das ob, sondern um das wie gestritten. | (schinkelsche-bauakademie.de) |                                                                                      |
| Karstadt Hermannplatz    | Bezirk Neukölln Hermannplatz Karte  | 1927–1929 | 1945                                                   | Konkrete Planungen     | Philipp Schaefer        | Im Herbst 2018 gab die Signa Holding bekannt, den äußeren Vorkriegszustand des Gebäudes, inklusive seiner Türme, zu rekonstruieren. Bei Fertigstellung des abgegangenen Gebäudes im Jahr 1929 war es das größte Kaufhaus Europas. In der Schlacht um Berlin sprengte die SS das Bauwerk, um die in ihm eingelagerten Lebensmittel nicht an den Feind zu verlieren. | (signa.at)                    | Hermannplatz, Karstadt áruház (a II. világháború során megsemmisült). Fortepan 17420 |
| Synagoge am Fraenkelufer | Kreuzberg Karte                     | 1912–1916 | Novemberpogrome 1938, Bombenangriffe 1944, Abriss 1959 | Öffentliche Initiative | Alexander Beer          | Der im Jahr 2018 gegründete Förderverein Jüdisches Zentrum Synagoge Fraenkelufer e. V. hat die Neueröffnung zur 110-Jahr-Feier der Synagoge im Jahr 2026 geplant. | [ 3 ]                         |                                                                                      |

## Brandenburg

### Abgeschlossene Rekonstruktionen
| Name                                   | Standort                     | Altbau                  | Zerstört                          | Reko.     | Architekt                                                | Rekonstruktionsumfang & Besonderheiten | ∞                                                | Abbildung |
| -------------------------------------- | ---------------------------- | ----------------------- | --------------------------------- | --------- | -------------------------------------------------------- | --- | ------------------------------------------------ | --------- |
| Historische Mühle von Sanssouci        | Potsdam Park Sanssouci Karte | 1787–1791               | 1945                              | 1983–1993 | Altbau: C. W. van den Bosch                              | Die Galeriewindmühle ist ein weitgehend originalgetreue Rekonstruktion der 1787 bis 1791 erbauten Holländermühle, gestützt auf alte Fotos und ein Aufmaß des Mühlenstumpfes.                                                                                                | (historische-muehle-potsdam.de)                  |           |
| Kellertorwache                         | Potsdam Karte                | 1771–1772               | Stark zerstört: 1945 Abriss: 1960 | 2015–2017 | Altbau: Georg Christian Unger                            | Äußerliche Rekonstruktion. Es war einst eines von zehn Potsdamer Stadttoren. Heute dient es als Wohnhaus. | pnn.de (maz-online.de)                           |           |
| Palast Barberini                       | Potsdam Alter Markt Karte    | 1771–1772               | 1945&1948                         | 2013–2016 | Altbau: Carl von Gontard Neubau: Thomas Albrecht         | Fassadenrekonstruktion mit traditionellen Handwerkstechniken. Im Gebäude befindet sich das Museum Barberini, welches die Kunstsammlung von Hasso Plattners ausstellt. | (museum-barberini.com)                           |           |
| Palazzo Pompei                         | Potsdam Alter Markt Karte    | 1754                    | 1945                              | 2016      | Altbau: Carl Ludwig Hildebrandt                          | Fassadenrekonstruktion. Das Gebäude wurde dem Palazzo Pompei in Verona nachempfunden. | potsdamermitte.de (storyofpotsdam.wordpress.com) |           |
| Palazzo Chiericati                     | Potsdam Alter Markt Karte    | 1777                    | 1945                              | 2016      | Altbau: Carl von Gontard                                 | Fassadenrekonstruktion. Das Gebäude nahm starke Anleihen am Palazzo Chiericati in Vicenza, daher der Name. Das abgegangene Gebäude, welches hier rekonstruiert wurde, war zuvor als Noacksches Haus bekannt.                                                                | pnn.de (storyofpotsdam.wordpress.com)            |           |
| Potsdamer Stadtschloss                 | Potsdam Alter Markt Karte    | 1662–1674               | 1945&1960                         | 2010–2014 | Altbau: Johann Gregor Memhardt                           | Das Gebäude des Brandenburger Landtages wurde mit historischer Fassadenrekonstruktion am alten Standort des Schlosses wiedererrichtet. Vorausgegangen war eine Rekonstruktion des Fortunaportals durch Spendengelder.                                                       | (stadtschloss-potsdam.org)                       |           |
| Oberkirche St. Nikolai                 | Cottbus Karte                | 15. und 16. Jahrhundert | 1945                              | 1951–1988 |                                                          | Weitgehende Rekonstruktion nach Zerstörung im Zweiten Weltkrieg. | (stadtmuseum-cottbus.de)                         |           |
| Pyramide Garzau                        | Garzau-Garzin Karte          | 1784                    | Verfall ab: 1911                  | 2000–2010 | Vermutlich: Carl Gotthard Langhans                       | Originalgetreue Rekonstruktion. Sie ist die größte Feldsteinpyramide in Deutschland. | (pyramide.garzau.de)                             |           |
| Scheunenwindmühle Saalow               | Am Mellensee Saalow Karte    | 1864                    | 1957 etwa                         | 1992–1993 | Altbau: J. T. L. Schubert                                | Optisch und funktional originalgetreue Rekonstruktion unter Einbezug von eingelagerten Originalteilen. Die Mühle stand ursprünglich bei Dresden und wurde nach erfolglosen Aufbauversuchen schließlich 100 Kilometer vom ursprünglichen Standort entfernt wieder aufgebaut. | (scheunenwindmuehle.de)                          |           |
| Vente-Halle (Matrosenstation Kongsnæs) | Potsdam Karte                | 1891–1892               | 1945&1961                         | 2010–2019 | Holm Hansen Munthe                                       | Weitgehend originalgetreu, nach historischen Plänen und Fotografien, rekonstruiert. | matrosenstation.de (pnn.de)                      |           |
| Villa Jacobs                           | Potsdam Bertinistraße Karte  | 1842                    | 1981                              | 2005–2008 | Altbau: Ludwig Persius Neubau: Marianne und Stefan Ludes | Ab 2005 wurde die Villa originalgetreu wiederaufgebaut, nachdem sie in der DDR-Zeit (auf Grund der Grenznähe) nicht genutzt und schließlich abgerissen worden war. | (villajacobs.de)                                 |           |

### Im Bau befindlich, geplant oder initiiert
| Name                | Standort      | Altbau    | Zerstört                | Status | Architekt               | Informationen zum Rekonstruktionsvorhaben & Besonderheiten | ∞                           | Abbildung |
| ------------------- | ------------- | --------- | ----------------------- | ------ | ----------------------- | --- | --------------------------- | --------- |
| Garnisonkirche      | Potsdam Karte | 1730–1735 | Schiff: 1945 Turm: 1968 | im Bau | Philipp Gerlach         | Originalgetreuer Wiederaufbau des Turmes. In welchem Stil das Kirchenschiff entstehen soll, ist noch nicht festgelegt. Am 29. Oktober 2017 begann offiziell der Wiederaufbau des Kirchturmes. Nachdem bereits zu DDR-Zeiten mit der Restaurierung des nur leicht beschädigten Turmes begonnen wurde, kam es nach einem Besuch Potsdams von Walter Ulbricht im Jahr 1967 zu einem Baustopp, und der Turm wurde wenig später gesprengt. | (garnisonkirche-potsdam.de) |           |
| Plögerscher Gasthof | Potsdam Karte | 1754      | 1945&1958               | im Bau | Carl Ludwig Hildebrandt | Rekonstruktion der Fassade unter Einbezug von erhaltenen Zierelementen (Figuren) | (springerarchitekten.de)    |           |

## Bremen

### Abgeschlossene Rekonstruktionen
| Name        | Standort              | Altbau    | Zerstört | Reko.     | Architekt                                                    | Rekonstruktionsumfang & Besonderheiten | ∞                                             | Abbildung |
| ----------- | --------------------- | --------- | -------- | --------- | ------------------------------------------------------------ | --- | --------------------------------------------- | --------- |
| Gewerbehaus | Bremen Altstadt Karte | 1619–1621 | 1944     | 1948–1959 | Altbau: Johann Nacke & Ernst Crossmann Neubau: Gustav Ulrich | Weitgehend originalgetreuer Wiederaufbau. Der Südgiebel wurde durch erhalten gebliebene Teile eines abgerissenen Gebäudes aus derselben Zeit gebildet. Das Gebäude steht unter Denkmalschutz.            | bremen-tourismus.de (denkmalpflege.bremen.de) |           |
| Hansehaus   | Bremen Altstadt Karte | 1576–1600 | 1944     | 1950–1953 | Neubau: Arnold Bischoff & Peter Ahlers                       | Äußerlich weitgehend originalgetreue Rekonstruktion. Seit 1983 Hauptverwaltung der Handelskrankenkasse. Das Gebäude steht unter Denkmalschutz.                                                           | (denkmalpflege.bremen.de)                     |           |
| Stadtwaage  | Bremen Altstadt Karte | 1586–1588 | 1944     | 1945–1961 | Altbau: Lüder von Bentheim Neubau: u. a. Rudolf Stein        | Die Stadtwaage wurde teilweise mit originalen Baumaterialien rekonstruiert. Durch einen Grundstückstausch der Sparkasse Bremen wurde der Wiederaufbau ermöglicht. Das Gebäude steht unter Denkmalschutz. | bremen-tourismus.de (denkmalpflege.bremen.de) |           |

### Im Bau befindlich, geplant oder initiiert
| Name         | Standort              | Altbau    | Zerstört | Status           | Architekt                   | Informationen zum Rekonstruktionsvorhaben & Besonderheiten | ∞                                               | Abbildung |
| ------------ | --------------------- | --------- | -------- | ---------------- | --------------------------- | --- | ----------------------------------------------- | --------- |
| St. Ansgarii | Bremen Altstadt Karte | 1229      | 1943     | Bürgerinitiative | N/A                         | Initiativen von Bürgern in lokalen Medien und sozialen Netzwerken, ohne Festlegung auf den Umfang und Nutzung einer möglichen Rekonstruktion. Ein großes Problem ist das besetzte Baufeld.                                                                           | bremen-history.com (stadtbild-deutschland.org)  |           |
| Essighaus    | Bremen Altstadt Karte | 1618      | 1944     | Bürgerinitiative | vermutl. Lüder von Bentheim | Im Erdgeschoss ist bereits nach Kriegsende eine rekonstruierte Fassade angebracht worden. Einige Bürger bemühen sich um den kompletten Wiedergewinn der Fassade. | bremen-history.com (bremen-tourismus.de)        |           |
| Kornhaus     | Bremen Altstadt Karte | 1590–1591 | 1944     | Bürgerinitiative | Lüder von Bentheim          | Das Kornhaus war ein herausragendes Gebäude der Weser-Renaissance und flankierte gemeinsam mit der bereits rekonstruierten Staatwaage die wichtige Langenstraße. Das Baufeld ist bis heute frei geblieben, was eine mögliche Rekonstruktion stark begünstigen würde. | bremen-tourismus.de (stadtbild-deutschland.org) |           |
| Lloydgebäude | Bremen Altstadt Karte | 1910      | 1944     | Bürgerinitiative | Johann Georg Poppe          | Derzeit wenig Aussicht auf Realisierung. Erhalten sind unter anderem fünf große Sandsteinreliefs vom ursprünglich Hauptportal, die je einen Erdteil repräsentieren. Auf dem Bauplatz steht heute ein Einkaufszentrum.                                                | (bremen-history.com)                            |           |

## Hamburg

### Abgeschlossene Rekonstruktionen
| Name                 | Standort               | Altbau                            | Zerstört  | Reko.     | Architekt                                                                         | Rekonstruktionsumfang & Besonderheiten | ∞                                  | Abbildung |
| -------------------- | ---------------------- | --------------------------------- | --------- | --------- | --------------------------------------------------------------------------------- | --- | ---------------------------------- | --------- |
| BallinStadt          | Hamburg Veddel Karte   | 1901                              | 1939–1963 | 2007      | N/A                                                                               | Die BallinStadt besteht aus drei rekonstruierten Auswandererhallen. In ihnen ist ein Auswanderermuseum untergebracht. Eine Baracke wurden auch im inneren originalgetreu rekonstruiert. | (ballinstadt.de)                   |           |
| Frohbotschaftskirche | Hamburg Dulsberg Karte | 1935–1937                         | 1943      | 1953      | Friedrich Dyrssen Peter Averhoff                                                  | Die Frohbotschaftskirche wurde von ihren ursprünglichen Architekten originalgetreu wieder aufgebaut. | (kirche-dulsberg.de)               |           |
| Hamburger Michel     | Hamburg Neustadt Karte | 1647–1750                         | 1906      | 1906–1912 | Altbau: Johann Leonhard Prey & Ernst Georg Sonnin Neubau: Julius Faulwasser       | Rekonstruktion der Kirche in äußerer Form. Die vormalige Holzkonstruktion wurde jedoch durch Stahl und Beton ersetzt. Die durch Lötarbeiten zerstörte Kirche wurde nur auf Druck der Hamburger Bürger rekonstruiert. Heute ist sie eines der bekanntesten Wahrzeichen Hamburgs und steht unter Denkmalschutz. | st-michaelis.de (denkmalschutz.de) |           |
| Sankt-Petri-Kirche   | Hamburg Altstadt Karte | 1310–1327                         | 1842      | 1842–1878 | Neubau: Hermann Peter Fersenfeldt & Johann Hermann Maack & Alexis de Chateauneuf  | Die Hauptkirche Sankt Petri fiel dem Hamburger Brand zum Opfer und wurde daraufhin weitgehend originalgetreu rekonstruiert. | (sankt-petri.de)                   |           |
| St. Trinitatis       | Altona Altstadt Karte  | Turm: 1688–1694 Kirche: 1742–1743 | 1943      | 1954–1969 | Turm: Jacob Bläser Kirche: Cay Dose Neubau: Horst Sandtmann & Friedhelm Grundmann | Das barocke Kirchengebäude wurde nach Kriegszerstörung äußerlich in alter Form wiederhergestellt. Vor dem Krieg stand sie, im Gegensatz zu heute, zwischen Häuserzeilen eingebettet. | (altona-altstadt.de)               |           |

### Im Bau befindlich, geplant oder initiiert
| Name              | Standort             | Altbau    | Zerstört | Status             | Architekt   | Informationen zum Rekonstruktionsvorhaben & Besonderheiten                                                            | ∞        | Abbildung |
| ----------------- | -------------------- | --------- | -------- | ------------------ | ----------- | --- | -------- | --------- |
| Bornplatzsynagoge | Grindelviertel Karte | 1904–1906 | 1939     | Machbarkeitsstudie | Semmy Engel | Im Februar 2020 stimmte die Hamburgische Bürgerschaft einstimmig für den Wiederaufbau der Synagoge am alten Standort. | (ndr.de) |           |

## Hessen

### Abgeschlossene Rekonstruktionen
| Name                   | Standort                   | Altbau                         | Zerstört  | Reko.                                               | Architekt                                                                | Rekonstruktionsumfang & Besonderheiten | ∞                                | Abbildung |
| ---------------------- | -------------------------- | ------------------------------ | --------- | --------------------------------------------------- | ------------------------------------------------------------------------ | --- | -------------------------------- | --------- |
| Alte Oper              | Frankfurt Karte            | 1880                           | 1944      | Sicherung der Ruine ab 1952, Wiederaufbau 1976–1981 | Altbau: Richard Lucae, Wiederaufbau: Braun & Schlockermann               | 1964 Gründung der „Aktionsgemeinschaft Opernhaus Frankfurt am Main e. V.“ unter Leitung von Fritz Dietz. Äußerlich originalgetreue Rekonstruktion, im Inneren nur Vestibül und Foyer rekonstruiert. Nutzung als Konzert- und Veranstaltungshaus. | (alteoper.de)                    |           |
| Alte Stadtbibliothek   | Frankfurt Karte            | 1820–1825, Anbauten: 1891/1914 | 1943/1944 | 2003–2005                                           | Altbau: J. F. C. Heß, Wiederaufbau: Christoph Mäckler                    | Äußerlich weitgehende Rekonstruktion ohne die früheren Magazinanbauten an der Rückseite. Nutzung durch das Literaturhaus Frankfurt. Hauptsächlich finanziert wurde der Wiederaufbau von einem Bürgerverein und der Hertie-Stiftung. | (literaturhaus-frankfurt.de)     |           |
| Altes Rathaus          | Darmstadt Karte            | 1598–1601                      | 1944      | 1954–1955                                           | N/A                                                                      | Weitgehend originalgetreuer Wiederaufbau. Der Ratskeller bekam bereits 1948 ein Notdach und eröffnete dann wieder. | (darmstadt-stadtlexikon.de)      |           |
| Goethe-Haus            | Frankfurt Karte            | 1755                           | 1944      | 1947–1951                                           | Neubau: Theo Kellner                                                     | Originalgetreue Rekonstruktion. Die originale Innenausstattung konnte gerettet werden. Elternhaus von Johann Wolfgang von Goethe | (goethehaus-frankfurt.de)        |           |
| Leinwandhaus           | Frankfurt Karte            | 1396–1399                      | 1943/44   | 1980–1983                                           | Neubau: Giefer/Mäckler                                                   | Originalgetreue Rekonstruktion unter Verwendung erhaltener Bausubstanz. Modernes Treppenhaus an der Südfassade. Nutzung als Caricatura Museum für Komische Kunst |                                  |           |
| Marstall               | Kassel Karte               | 1591–1593                      | 1943      | 1962–1965                                           | N/A                                                                      | Äußerlich dem alten Vorbild angeglichene Rekonstruktion, die im Inneren als moderne Markthalle konstruiert ist. | (markthalle-kassel.de)           |           |
| Neue Altstadt          | Frankfurt Altstadt Karte   | N/A                            | 1944      | 2012–2018                                           | N/A                                                                      | Straßenzüge Hinter dem Lämmchen, Hühnermarkt, Markt und 15 Gebäude als schöpferische Nachbauten nach zeitgenössischen Bauvorschriften rekonstruiert: Braubachstraße 21, Hof Rebstock, Klein Nürnberg, Goldenes Lämmchen, Alter Esslinger, Haus zum Esslinger, Zur Flechte, Schlegel, Eichhorn, Goldene Schere, Würzgarten, Goldene Waage, Grüne Linde, Neues Rotes Haus, Rotes Haus.     | (domroemer.de)                   |           |
| Orangerie              | Kassel Karte               | 1703–1711                      | 1943      | 1976–1981                                           | N/A                                                                      | Äußerlich weitgehend originalgetreuer Wiederaufbau, im Inneren jedoch modern gestaltet. | (museum-kassel.de)               |           |
| Palais Thurn und Taxis | Frankfurt Karte            | 1731–1739                      | 1943/1944 | 2004–2009                                           | Altbau: Robert de Cotte Neubau: KSP Architekten                          | Rekonstruktion mit veränderter Fassade, verändertem Grundriss und verkleinerter Kubatur. Teilweise wurde auch im Inneren rekonstruiert. | (palais-frankfurt.com)           |           |
| Paulskirche            | Frankfurt Innenstadt Karte | 1786–1833                      | 1944      | 1947/48                                             | Johann Friedrich Christian Hess, Wiederaufbau: Rudolf Schwarz            | Neugestaltung als erster Wiederaufbau in Frankfurt nach dem Krieg, äußerlich vereinfacht, im Innern zeitgenössisch. Nutzung des Nationaldenkmals als Ausstellungs-, Gedenk- und Versammlungsort. Die erforderliche Sanierung soll 2023 beginnen, begleitet durch eine Expertenkommission.                                                                                                | zeit.de                          |           |
| Römer-Komplex          | Frankfurt Römerberg Karte  | vor 1322 bis                   | 1944      | 1952                                                | Wiederaufbau: Otto Apel, Rudolf Letocha, William Rohrer und Martin Herdt | Die steinernen Häuser Römer, Goldener Schwan, Löwenstein und Alt-Limpurg wurden äußerlich weitgehend rekonstruiert. Die ehemaligen Fachwerkhäuser Frauenstein, Salzhaus, Silberberg und Wanebach sind Wiederaufbauten im schlichten Stil der 1950er Jahre auf teilweise erhaltenen Erdgeschossen.                                                                                        | (frankfurt.de)                   |           |
| Rumpenheimer Schloss   | Offenbach am Main Karte    | 1678–1680                      | 1943      | 1985–2003                                           | N/A                                                                      | Äußerlich weitgehend originalgetreu wiederaufgebaut. Die neu gegründete Bürgerinitiative Rumpenheim e. V. 1973 verhinderte den von der Stadt geplanten Abriss der Ruinen und setzte sich für den Wiederaufbau in der Gestalt um 1805 ein. | bi-rumpenheim.org (offenbach.de) |           |
| Samstagsberg           | Frankfurt Römerberg Karte  | N/A                            | 1944      | 1981–1983                                           | N/A                                                                      | Die Gebäude Großer und Kleiner Engel, „Schwarzer Stern“, „Goldener Greif“ und „Wilder Mann“ sind äußerlich originalgetreue Rekonstruktionen. Die Häuser „Kleiner Dachsberg/Schlüssel“, „Großer Lauberberg“ und „Kleiner Lauberberg“ sind ebenfalls Wiederaufbauten mit Sichtfachwerk in historisch nicht belegter Konstruktion. Die Vorbilder waren bis 1944 verputzt oder verschiefert. | (pro-altstadt-frankfurt.de)      |           |
| Steinernes Haus        | Frankfurt Altstadt Karte   | 1464                           | 1944      | 1959–1962                                           | N/A                                                                      | Äußerlich originalgetreu rekonstruiert und innen modern gestaltet. | (steinernes-haus.de)             |           |

### Im Bau befindlich, geplant oder initiiert
| Name                          | Standort                   | Altbau    | Zerstört | Status                         | Architekt                        | Informationen zum Rekonstruktionsvorhaben & Besonderheiten | ∞                                                       | Abbildung |
| ----------------------------- | -------------------------- | --------- | -------- | ------------------------------ | -------------------------------- | --- | ------------------------------------------------------- | --------- |
| Langer Franz und Kleiner Cohn | Frankfurt Römerberg Karte  | 1900–1908 | 1944     | Konkrete Planungen             | Ludwig Neher und Franz von Hoven | Der Verein Freunde Frankfurts bemüht sich bereits seit 1984 um die Rekonstruktion der beiden nach dem Krieg nur vereinfacht und erheblich niedriger wiederaufgebauten Türme. Bisherige Pläne scheiterten an der fehlenden Finanzierung. Im April 2017 beschlossen die Fraktionen von CDU, SPD und Grünen eine Kostenanalyse in Auftrag zu geben. | freunde-frankfurts.de (stvv.frankfurt.de) (PDF; 308 kB) |           |
| Schauspielhaus                | Frankfurt Innenstadt Karte | 1899–1902 | 1944     | 1950/51 und 1959–1963 umgebaut | Heinrich Seeling                 | Das 1944 schwer beschädigte Schauspielhaus wurde 1950/51 als Großes Haus der Städtischen Bühnen wiederaufgebaut. 1959 bis 1963 zur Theaterdoppelanlage von Oper Frankfurt und Schauspiel Frankfurt erweitert, dabei wurde die Jugendstilfassade durch eine 120 Meter lange Glasfassade ersetzt. Von der ursprünglichen Bausubstanz sind ca. 10 Prozent erhalten. Die Städtischen Bühnen sowie die politischen Gremien der Stadt Frankfurt planen die sanierungsbedürftige Doppelanlage durch Neubauten zu ersetzen. Das von einem Verein propagierte Vorhaben, stattdessen das Schauspielhaus originalgetreu zu rekonstruieren und für die Oper einen Neubau an einem anderen Standort zu errichten, hat politisch und finanziell keine Chance und wird auch von den städtischen Bühnen abgelehnt. | (frankfurterschauspielhaus.de)                          |           |

## Mecklenburg-Vorpommern

### Abgeschlossene Rekonstruktionen
| Name                  | Standort              | Altbau      | Zerstört                         | Reko.     | Architekt                             | Rekonstruktionsumfang & Besonderheiten | ∞                                          | Abbildung |
| --------------------- | --------------------- | ----------- | -------------------------------- | --------- | ------------------------------------- | --- | ------------------------------------------ | --------- |
| Archidiakonat         | Wismar Karte          | 1400 etwa   | 1945                             | 1962–1963 | Altbau: H. Münster                    | Das Archidiakonat wurde originalgetreu nach alten Plänen wiederaufgebaut. | (ostsee.de)                                |           |
| Demminer Rathaus      | Demmin Karte          | 1769 etwa   | 1945                             | 1997–1998 | Altbau: Havestadt & Contag            | Das Gebäude wurde äußerlich originalgetreu nach historischem Vorbild rekonstruiert. | (demmin.de)                                |           |
| Georgenkirche         | Wismar Karte          | 1404–1550   | 1945–1990                        | 1990–2010 | N/A                                   | Die angeblich größte Ruine Deutschlands wurde mit Hilfe von Spenden originalgetreu wiedererrichtet. Der Chor von St. Georgen stammt noch vom Kirchenbau von 1290.                                                            | aufbauverein-georgen.de (georgenkirche.de) |           |
| Kuhtor                | Rostock Karte         | 1262        | 1942                             | 1962–1984 | N/A                                   | Der Turm wurde bis 1984 originalgetreu wiederaufgebaut. Schon 1938 begann man mit dem originalgetreuen Rückbau des 1825 zum Wohnhaus umfunktionierten Turmes. Durch einen Bombentreffer wurde der Turm dann jedoch zerstört. | (ostsee.de)                                |           |
| Mahnkesche Mühle      | Stralsund Karte       | 1788 etwa   | 1981                             | 2009–2012 | N/A                                   | Die Mühle wurde, nach Brand und langem Verfall, an ihrem neuen Standort im Zoo Stralsund originalgetreu rekonstruiert. Dort ist sie nun gut in die Landschaft eingebettet für Besucher zu besichtigen.                       | (zimmerei-stralsund.de)                    |           |
| Reuterhaus            | Wismar Karte          | N/A         | 1988                             | 1988–1990 | N/A                                   | Das nach historischer Vorlage rekonstruierte Gebäude ist heute Teil des zum UNESCO-Weltkulturerbe gehörende Marktensemble von Wismar. Es ist nach dem Schriftsteller Fritz Reuter benannt.                                   |                                            |           |
| Schrotmühle Altensien | Rügen Altensien Karte | N/A         | 1940 ca                          | 2006      | N/A                                   | Originalgetreue funktionsfähige Rekonstruktion. Die Bockwindmühle ist außergewöhnlich klein. |                                            |           |
| Seebrücke Sellin      | Rügen Sellin Karte    | 1906 / 1925 | 1941 Teilzerstörung, 1978 Abriss | 1992–1998 | Neubau: Architekten Müller & Herrmann | Originalgetreuer Wiederaufbau des Zustandes von 1927. | (seebrueckesellin.de)                      |           |
| Wehrspeicher Wodarg   | Bartow Karte          | 1300–1301   | 1360                             | 1988–1990 | N/A                                   | Der Nachbau basiert auf archäologische Ausgrabungen. Vermutlich gehörte der Wehrspeicher zur Wehranlage der heutigen Burgruine Conerow.                                                                                      | (heimat-mecklenburgische-seenplatte.de)    |           |

### Im Bau befindlich, geplant oder initiiert
| Name                          | Standort                          | Altbau                     | Zerstört  | Status            | Architekt              | Informationen zum Rekonstruktionsvorhaben & Besonderheiten | ∞                                                    | Abbildung |
| ----------------------------- | --------------------------------- | -------------------------- | --------- | ----------------- | ---------------------- | --- | ---------------------------------------------------- | --------- |
| Alte Schule                   | Wismar Gotisches Viertel Karte    | vor 1351                   | 1945      | Bürgerinitiativen | N/A                    | Bei den Grabungen und Sicherungsarbeiten wurden bisher einige Kellerräume freigelegt. Seit 2015 schützt ein hölzerner Kasten die Ausgrabungsstelle. Nach Beendung selbiger ist ein Wiederaufbau der Alten Schule angedacht. | [ 5 ]                                                |           |
| Neustrelitzer Residenzschloss | Neustrelitz Residenzviertel Karte | 1726–1731, 1865, 1905–1909 | 1945      | Bürgerinitiativen | N/A                    | 1998 bildete sich der „Residenzschlossverein Neustrelitz e. V.“, um den Wiederaufbau des Schlosses zu befördern. Ab 2001 warb eine Zeltfassade und ein Stahlturm für den Wiederaufbau. 2013 wurde ein umfassendes Konzept für den Schlossberg durch den Verein erarbeitet. Eine für 2018 angedachte Verfüllung der Schlosskeller wurde gestoppt. Ende 2020 wurden 2 Millionen Euro Fördergelder für die Rekonstruktion des Schlossturmes vom Bund bewilligt. | residenzschloss-verein.de nordkurier.de              |           |
| Schloss Putbus                | Rügen Putbus Karte                | 1725                       | 1959–1964 | Bürgerinitiativen | u. a. J. G. Steinmeyer | Trotz laufender Instandsetzungsarbeiten wurde das Gebäude aus ideologischen Gründen gesprengt und abgetragen. Heute ist nur noch die Seeterrasse vorhanden. Aktuell wirbt eine Bürgerinitiative um Zustimmung für den Wiederaufbau des Bauwerkes. | residenzstadt-putbus.de gutshaeuser.de nordkurier.de |           |

## Niedersachsen

### Abgeschlossene Rekonstruktionen
| Name                       | Standort                           | Altbau       | Zerstört          | Reko.     | Architekt                                                          | Rekonstruktionsumfang & Besonderheiten | ∞                                               | Abbildung |
| -------------------------- | ---------------------------------- | ------------ | ----------------- | --------- | ------------------------------------------------------------------ | --- | ----------------------------------------------- | --------- |
| Alte Waage                 | Braunschweig Altstadt Karte        | 1534         | 1944              | 1991–1994 | N/A                                                                | Das im Zweiten Weltkrieg zerstörte Gebäude wurde originalgetreu rekonstruiert. Das Fachwerk ist ausschließlich mit Holzverbindungen errichtet worden. Auch erhaltene Originalteile fanden Verwendung. | (braunschweig.de)                               |           |
| Braunschweiger Schloss     | Braunschweig Karte                 | 1717–1791    | 1.: 1830 2.: 1945 | 2005–2006 | Altbau: Hermann Korb 1. Neubau: Carl Theodor Ottmer 2. Neubau: N/A | Das Schloss wurde äußerlich originalgetreu rekonstruiert, jedoch gemeinsam mit und an ein modernes Einkaufszentrum gebaut. Neben den Verkaufsflächen der Schloss-Arkaden befinden sich im Schloss die Stadtbibliothek Braunschweig und das Stadtarchiv Braunschweig sowie Kulturverwaltung und Kulturinstitut und das Schlossmuseum mit einigen rekonstruierten Räumen. | braunschweig.de (schlossmuseum-braunschweig.de) |           |
| Burg Dankwarderode         | Braunschweig Karte                 | 1160–1175    | 1873              | 1887–1906 | Neubau: Ludwig Winter                                              | Soweit möglich, originalgetreue Rekonstruktion, unter Einbezug der mittelalterlichen Reste. | (burgen.de)                                     |           |
| Fürstbischöfliche Residenz | Hildesheim Domhof Karte            | 1727–1753    | 1945              | 1949–1950 | Altbau: Justus Wehmer                                              | Äußerlich originalgetreuer Wiederaufbau. Die Innenausstattung ging gänzlich verloren und wurde auch nicht wieder rekonstruiert. |                                                 |           |
| Eisenzeithaus Darpvenne    | Ostercappeln Karte                 | 300 v. Chr.  | N/A               | 2008      | N/A                                                                | Das Haus und seine Umgebung wurde nach archäologischen Befunden aus der vorrömischen Eisenzeit rekonstruiert. | (eisenzeithaus.de)                              |           |
| Hildesheimer Dom           | Hildesheim Domhof Karte            | 872          | 1945              | 1950–1960 | N/A                                                                | Äußerlich weitgehend originalgetreu wiederaufgebaut. Auf die barocke Innengestaltung wurde gänzlich verzichtet und stattdessen eine einfache Ausstattung mit leichten romanischen Zügen gewählt. Der Dom zählt zum UNESCO-Welterbe. Er ist der einzige Dom in Deutschland, welcher aufgrund seiner Zerstörung neu geweiht werden musste. Der, bei der Zerstörung des Domes, verbrannte Tausendjährige Rosenstock trieb, aufgrund der noch intakten Wurzeln, im folgenden Frühjahr erneut aus. | (dom-hildesheim.de)                             |           |
| Knochenhauer-Amtshaus      | Hildesheim Karte                   | 1529         | 1945              | 1986      | Neubau: Dieter Oesterlen                                           | Erbaut, mit 400 m³ Eichenholz und mit ca. 7500 Holznägeln, komplett im traditionellen Stil. Es wurde 2006 von den NDR-Zuschauern zum schönsten Gebäude im Sendegebiet gewählt. | (raymond-faure.com)                             |           |
| Königspfalz Werla          | Schladen-Werla                     | 9. Jh.       | 14. Jh.           | ab 2010   | N/A                                                                | Die teilrekonstruierte Pfalz gilt als bedeutende Burganlage des Frühmittelalters. | (kaiserpfalz.schladen-werla.de)                 |           |
| Leibnizhaus                | Hannover Altstadt Karte            | 1499         | 1943              | 1981–1983 | Neubau: Wilfried Ziegemeier                                        | Mit originalgetreuer Fassade wurde es am Holzmarkt rekonstruiert. Ursprünglich stand es an der Schmiedestraße 10, wo heute ein Parkhaus steht. Von 1698 bis zu seinem Tod 1716, bewohnte Gottfried Wilhelm Leibniz, der heutige Namensgeber, eine Wohnung des Hauses. | (hannover.de)                                   |           |
| Lösecke-Haus               | Lüneburg Karte                     | Anf. 16. Jh. | 2013              | 2017      | Neubau: HSR-Architekten                                            | Originalgetreue Fassadenrekonstruktion. | (hsr-architekten.de)                            |           |
| Rathaus Emden              | Emden Karte                        | 1574         | 1944              | 1962      | Bernhard Wessel                                                    | Vollständiger Wiederaufbau in modernen Formen nach Luftangriffen im Zweiten Weltkrieg. Heute befindet sich dort das Ostfriesische Landesmuseum Emden. | (landesmuseum-emden.de)                         |           |
| Michaeliskirche            | Hildesheim Karte                   | 1010         | 1945              | 1947–1960 | N/A                                                                | Die Michaeliskirche wurde nach den ursprünglichen Plänen und in der vormaligen Gestalt, auf den erhaltenen Außenmauern wieder aufgebaut. Die Kirche zählt zum UNESCO-Welterbe. | (welterbe-niedersachsen.de)                     |           |
| Schloss Herrenhausen       | Hannover Herrenhäuser Gärten Karte | ab 1640      | 1943              | 2011–2013 | Neubau: JK Architekten GbR                                         | Das Schloss wurde in der Fassade des klassizistischen Laves-Schlosses rekonstruiert. Innen ist es modern gestaltet. Die VolkswagenStiftung errichtete es aus eigenen Mitteln. Es ist heute ein modernes Tagungszentrum und in den Schlossflügeln befinden sich Teile des Historischen Museums Hannover. | (schloss-herrenhausen.de) (hannover.de)         |           |
| Sternwarte Lilienthal      | Lilienthal Karte                   | 1782         | 1813              | 2015      | Altbau: Johann Hieronymus Schroeter                                | Originalgetreue Rekonstruktion, sowohl im Äußeren als auch in der Funktion. | (telescopium-lilienthal.de)                     |           |
| Umgestülpter Zuckerhut     | Hildesheim Karte                   | 1510 etwa    | 1945              | 2009–2010 | N/A                                                                | Originalnaher Nachbau. Der Name leitet sich von den stark überkragenden Geschossen ab. |                                                 |           |
| Wedekindhaus               | Hildesheim Karte                   | 1598         | 1945              | 1984–1986 | N/A                                                                | Weitgehend originalgetreue Rekonstruktion der Fassade. | (raymond-faure.com)                             |           |

### Im Bau befindlich, geplant oder initiiert
| Name             | Standort         | Altbau | Zerstört | Status           | Architekt            | Informationen zum Rekonstruktionsvorhaben & Besonderheiten | ∞                           | Abbildung |
| ---------------- | ---------------- | ------ | -------- | ---------------- | -------------------- | --- | --------------------------- | --------- |
| Flusswasserkunst | Hannover Karte   | 1895   | 1964     | Bürgerinitiative | Altbau: Hubert Stier | Derzeit gibt es keine konkreten Planungen. Vorschläge sehen zumindest eine äußerliche Rekonstruktion vor. Im Inneren könnten Turbinen zur Stromerzeugung installiert werden und zudem könnte ein Technikmuseum einziehen. | (flusswasserkunst.de)       |           |
| Pfeilerhaus      | Hildesheim Karte | 1623   | 1945     | Bürgerinitiative | N/A                  | Es ist geplant, eine originalgetreue Fassade vor das dahinterliegende Bestandsgebäude vorzusetzen. Aufgrund des Denkmalschutzes für die Nachfolgebauten wird ein Wiederaufbau des Pfeilerhauses kontrovers diskutiert.    | (deutsche-schutzgebiete.de) |           |
| Jakobikirche     | Hildesheim Karte | 1514   | 1945     | Bürgerinitiative | N/A                  | Es ist geplant, den Turmhelm der Jakobikirche wiederaufzubauen. Aber durch Geldprobleme ist das Projekt zurzeit stillgelegt.                                                                                              |                             |           |

## Nordrhein-Westfalen

### Abgeschlossene Rekonstruktionen
| Name                         | Standort                           | Altbau            | Zerstört                                            | Reko.                            | Architekt                                                                    | Rekonstruktionsumfang & Besonderheiten | ∞                                    | Abbildung |
| ---------------------------- | ---------------------------------- | ----------------- | --------------------------------------------------- | -------------------------------- | ---------------------------------------------------------------------------- | --- | ------------------------------------ | --------- |
| Abtei Deutz                  | Köln Köln-Deutz Karte              | 1659–1776         | 2. WK                                               | Kirche: 1954–77 Kloster: 1971–73 | Neubau: Karl Band                                                            | Zunächst wurde die Kirche Alt St. Heribert weitestgehend originalgetreu wieder aufgebaut. Die Fassade des erst später wiederaufgebauten Klostergebäudes entspricht dem historischen Erscheinungsbild und ist denkmalgeschützt.                                                                                          |                                      |           |
| Adlerturm Dortmund           | Dortmund Karte                     | 14. Jh.           | um 1800                                             | 1992                             | N/A                                                                          | Die archäologische Rekonstruktion wurde über den originalen Fundamenten des einstigen Wehrturms errichtet. Der Turm beherbergt auf sechs Stockwerken ein Kindermuseum zur mittelalterlichen Stadtgeschichte. | (dortmund.de)                        |           |
| Erbdrostenhof                | Münster Karte                      | 1753–1757         | 1944                                                | 1953–1970                        | Altbau: Johann Conrad Schlaun                                                | Das Gebäude wurde nach alten Plänen wiederhergestellt. Als besonders herausragend gilt der rekonstruierte barocke Festsaal. | (lwl.org)                            |           |
| Groß St. Martin              | Köln Karte                         | 1150 bis 1240     | 1945                                                | 1955–1971                        | Neubau: Herbert Molis, Wilhelm Schorn und Joachim Schürmann                  | Weitgehend originalgetreuer Wiederaufbau, der im Inneren bis heute noch nicht gänzlich abgeschlossen ist. Den Wiederaufbau konnten die Kölner Bürger gegen den starken Widerstand einiger Politiker, Künstler, Denkmalpfleger und Architekten durchsetzen, die auf dem Baufeld lieber moderne Gebäude errichtet hätten. | (romanische-kirchen-koeln.de)        |           |
| Große Kirche (Burgsteinfurt) | Steinfurt                          | vor 1222          | 1990                                                | 1991                             | N/A                                                                          | Rekonstruktion von Teilen des Turms und des Tonnengewölbes nach schweren Orkanschäden. | (ekbf.de)                            |           |
| Gut Kaisersruh               | Würselen                           | vor 1818 / 1905   | nach jahrzehntelangem Leerstand zur Ruine verfallen | 2018                             | N/A                                                                          | Vollständiger Wiederaufbau mit Rekonstruktion der gesamten Fassade und des Daches, nach das Gebäude zuvor jahrzehntelang ungenutzt und zur Ruine verfallen war. Im Innern Herrichtung als exklusives Büro- und Tagungsobjekt.                                                                                           |                                      |           |
| Haus Floh                    | Krefeld Karte                      | 1766              | 1943                                                | 1950                             | Altbau: Michael Leydel                                                       | Rekonstruktion der Fassaden und des Gesellschaftssaals. | (krefeld.de)                         |           |
| Historisches Rathaus Bocholt | Bocholt Karte                      | 1618–1624         | 1945                                                | 1948–1955                        | N/A                                                                          | Das Gebäude wurde möglichst originalgetreu rekonstruiert. Nach originalen Vorlagen von Jan van Lintelo rekonstruierte Lucy Vollbrecht-Büschlepp die Kabinettscheiben des Erkers. | (bocholt.de)                         |           |
| Historisches Rathaus Münster | Münster Karte                      | 1200 etwa         | 1944                                                | 1950–1958                        | N/A                                                                          | Weitgehend originalgetreue Rekonstruktion. Das Rathaus gilt als Ort des Westfälischen Friedens. Die Stadt Münster bemüht sich, für das Rathaus nach dem Europäischen Kulturerbe-Siegel auch den Status des UNESCO-Weltkulturerbes zu erhalten.                                                                          | (baukunst-nrw.de)                    |           |
| Historisches Rathaus Wesel   | Wesel Karte                        | 1455–1500         | 1945                                                | 2010–2011                        | N/A                                                                          | Die originalgetreu rekonstruierte Fassade wurde vor das bestehende Gebäude vorgehängt. Die Bürgerinitiative Historisches Rathaus Wesel e. V. sammelte seit 2003 Geld für die Rekonstruktion. Im Jahr 2015 wurde begonnen, die noch fehlenden Figuren an der Beletage der Schaufassade zu rekonstruieren.                | (historisches-rathaus-wesel.de)      |           |
| Josephskapelle               | Düsseldorf Altstadt Karte          | 1712–1716         | 1943                                                | 1950–1976                        | Altbau: Matteo Alberti                                                       | Weitgehend originalgetreu rekonstruiert, nachdem es zunächst nur sehr vereinfacht wiederaufgebaut wurde. | (buergerstiftung-lambertus.de)       |           |
| Petrikirchenhaus             | Mülheim an der Ruhr Altstadt Karte | 1200 ca           | 1943                                                | 2006–2016                        | Neubau: Peter Schnatmann                                                     | Fassadenrekonstruktion mit Aufnahme der alten Fluchtlinien | stiftung-petrikirchenhaus.de(waz.de) |           |
| Prinzipalmarkt               | Münster Karte                      | 13. Jh. – 14. Jh. | 1944                                                | 1945–1958                        | N/A                                                                          | Die insgesamt 48 Giebelhäuser wurden historisch, mal mehr und mal weniger genau, inklusive ihrer berühmten Bogengänge wieder errichtet. Hervorzuheben ist dabei das Stadtweinhaus, dessen Fassade originalgetreu rekonstruiert wurde.                                                                                   | (baukunst-nrw.de)                    |           |
| Rathaus Kalkar               | Kalkar Karte                       | 1438–1446         | 2. WK                                               | N/A                              | Altbau: Johann Wyrenberg                                                     | Das Rathaus wurde im alten Stil aber mit veränderter Raumaufteilung wiederaufgebaut. Ein Altarbild, welches von Jan Joest stammte, diente unter anderem als Vorbild. Das Gebäude steht unter Denkmalschutz. | (baukunst-nrw.de)                    |           |
| Rathaus Paderborn            | Paderborn Karte                    | 1613–1620         | 1945                                                | 1947–1958                        | Altbau: Hermann Baumhauer                                                    | Weitgehend originalgetreuer Wiederaufbau, direkt nach Kriegsende. Heute befindet sich im Gebäude der Rat der Stadt Paderborn und das Standesamt. | (ratskeller-paderborn.de)            |           |
| Stammhaus Krupp              | Essen Karte                        | 1818–1819         | 1944                                                | 1961                             | N/A                                                                          | Das Stammhaus wurde etwa 100 Meter vom historischen Standort nach den ursprünglichen Plänen wiederaufgebaut. Anlass war das 150-jährige Firmenjubiläum der Friedrich Krupp AG. | (route-industriekultur.ruhr)         |           |
| St.-Paulus-Dom               | Münster                            | 1225–1264         | 2. WK                                               | 1946–1956                        | N/A                                                                          | Die Rekonstruktion erfolgte größtenteils originalgetreu mit Ausnahme einiger Wand- und Deckenmalereien sowie des Westportals. | (paulusdom.de)                       |           |
| Theater Aachen               | Aachen Karte                       | 1822–1825         | 1943                                                | 1950–1951                        | Altbau: Karl Friedrich Schinkel und Johann Peter Cremer Neubau: Philipp Kerz | Das Gebäude wurde historisch genau am bisherigen Platz wiederaufgebaut. Das Dach wurde jedoch vereinfacht ausgeführt, und die beiden Seitentürmchen fehlen. | (theateraachen.de)                   |           |

### Im Bau befindlich, geplant oder initiiert
| Name          | Standort       | Altbau          | Zerstört         | Status                                                                                    | Architekt                | Informationen zum Rekonstruktionsvorhaben & Besonderheiten | ∞                                                                              | Abbildung |
| ------------- | -------------- | --------------- | ---------------- | ----------------------------------------------------------------------------------------- | ------------------------ | --- | ------------------------------------------------------------------------------ | --------- |
| Altes Rathaus | Dortmund Karte | spätestens 1241 | Abriss: bis 1955 | Bürgerinitiative, im Januar 2018 gegründet                                                | u. a. Friedrich Kullrich | Die Kullrich-Fassung von 1899, welche bis zum Abriss bestand, soll nun rekonstruiert werden. In einer Umfrage der Ruhrnachrichten waren 84 % der Teilnehmer für einen Wiederaufbau und 13 % dagegen. Das Rahaus ist in einem virtuellen Rundgang auf dem Marktplatz um 1909 zu sehen. | ruhrnachrichten.de,ruhrnachrichten.de,youtube.com, (stadtbild-deutschland.org) |           |
| Mercatorhaus  | Duisburg Karte | 11. Jh.         | N/A              | Archäologische Untersuchungen sind abgeschlossen, es folgt die Vorbereitung des Baufeldes | N/A                      | Die Bürgerstiftung Duisburg ist die treibende Kraft hinter dem Projekt, das Mercator-Haus zu rekonstruieren. Der Wiederaufbau ist bereits beschlossen, aber es fehlen noch endgültige Nutzungskonzepte und auch die Finanzierung steht noch nicht. Das Baufeld ist bereits frei, aber es müssen noch weitere archäologische Untersuchungen abgewartet werden. Geplanter Baustart ist Ende 2018. | buergerstiftung-duisburg.derp-online.de(waz.de)                                |           |

## Rheinland-Pfalz

### Abgeschlossene Rekonstruktionen
| Name                 | Standort                      | Altbau      | Zerstört                        | Reko.             | Architekt                   | Rekonstruktionsumfang & Besonderheiten | ∞                                            | Abbildung |
| -------------------- | ----------------------------- | ----------- | ------------------------------- | ----------------- | --------------------------- | --- | -------------------------------------------- | --------- |
| Holzturm             | Mainz Karte                   | 15. Jh.     | 1945                            | 1961              | N/A                         | Zur 2000-Jahr-Feier der Stadt Mainz wurde der gotische Holzturm originalgetreu rekonstruiert. | (regionalgeschichte.net)                     |           |
| Markthäuser          | Mainz Markt Karte             | verschieden | 1945                            | 1979–1991         | Neubau: Massimiliano Fuksas | Zur Marktseite wurden die historischen Fassaden weitgehend rekonstruiert. Die restlichen Fassaden sind modern gestaltet, was zu erheblichen Protesten seitens vieler Bürger führte, die aber erfolglos blieben. | (dermainzer.net)                             |           |
| Neusatz-Schule       | Worms Karte                   | 1891        | 2. WK                           | N/A               | Altbau: Karl Hofmann        | Größtenteils originalgetreue Rekonstruktion in der Nachkriegszeit. | (worms.de)                                   |           |
| Rotes Haus           | Trier Hauptmarkt Karte        | 1684        | 1944                            | 1968–1970         | Altbau: Wolfgang Stuppeler  | Historische Rekonstruktion. Die am Gebäude angebrachte Inschrift „ANTE ROMAM TREVIRIS STETIT ANNIS MILLE TRECENTIS“ deutet auf die Sage hin, dass Trier 1300 Jahre älter sei als Rom. |                                              |           |
| Schillerhaus         | Ludwigshafen Oggersheim Karte | 1750        | 2. WK                           | 1956              | N/A                         | Weitgehend originalgetreuer Wiederaufbau unter Einbeziehung der übriggebliebenen alten Bausubstanz. Das Gebäude verdankt seinen Namen dem Dichter Friedrich Schiller, der sich in dem damaligen „Gasthof Zum Viehhof“ eine Zeitlang versteckt hielt. | (schiller-in-oggersheim.de)                  |           |
| Steipe               | Trier Hauptmarkt Karte        | 1430–1483   | 1944                            | 1968–1970         | N/A                         | Das gotische Gebäude wurde originalgetreu wieder hergestellt. Nachdem auch eine moderne Bebauung in Betracht gezogen worden war, setzte sich schließlich der Wunsch der Bürgerschaft durch, das historische Wahrzeichen zurückzuerhalten. Auch die Zweifel an der Verträglichkeit eines modernen Gebäudes im Stadtbild führten schließlich zur Rekonstruktion. | (ratskeller-trier.de)                        |           |
| Synagoge Worms       | Worms Karte                   | 1174/1175   | zerstört: 1938, abgeräumt: 1942 | 1985–1961         | N/A                         | Nach archäologischen Voruntersuchungen wurde die während der Novemberpogrome 1938 zerstörte Synagoge originalgetreu und teilweise auch mit Originalteilen rekonstruiert. | jüdische-gemeinden.de (alemannia-judaica.de) |           |
| Wartbergturm         | Alzey Karte                   | 1420 etwa   | 1.: 1945 2.: 1970               | 1.: 1960 2.: 1989 | N/A                         | Zweimalige historische Rekonstruktion, jedoch beim zweiten Mal nur teilweise. | (alzey.de)                                   |           |
| Zum Römischen Kaiser | Mainz Karte                   | 1653–1664   | 1945                            | 1960–1961         | N/A                         | Das Gebäude wurde äußerlich originalgetreu rekonstruiert und beherbergt seit 1962, gemeinsam mit einem Neubau, dass Gutenberg-Museum. | (dein-rhein-main.de)                         |           |

### Im Bau befindlich, geplant oder initiiert
| Name                 | Standort    | Altbau    | Zerstört  | Status           | Architekt | Informationen zum Rekonstruktionsvorhaben & Besonderheiten | ∞                        | Abbildung |
| -------------------- | ----------- | --------- | --------- | ---------------- | --------- | --- | ------------------------ | --------- |
| Bischöfliches Palais | Mainz Karte | 1663–1666 | 1942&1962 | Bürgerinitiative | N/A       | Einzelne Initiativen, noch ohne konkrete Pläne oder Öffentlichkeitsarbeit. 1993 wurde das Gartenportal am alten Standort wiedererrichtet. Auch die weiteren Portale und Sandsteinarbeiten sind noch an anderer Stelle erhalten. Das Bischöfliche Palais wurde zugunsten eines Parkhauses abgerissen, welches noch heute das Baufeld belegt. | (schloesserrundschau.de) |           |

## Saarland

### Abgeschlossene Rekonstruktionen
| Name           | Standort                       | Altbau    | Zerstört  | Reko.        | Architekt                         | Rekonstruktionsumfang & Besonderheiten | ∞                        | Abbildung |
| -------------- | ------------------------------ | --------- | --------- | ------------ | --------------------------------- | --- | ------------------------ | --------- |
| Annakapelle    | Mandelbachtal Habkirchen Karte | 1239 etwa | 1939–1940 | 1947         | N/A                               | Äußerlich originalgetreu wiederaufgebaut. Der Chor wurde jedoch erweitert und der Kirchensaal verlängert. Zudem wurde an den Seiten jeweils ein zweites Fenster eingebaut.      | (saarland-lese.de)       |           |
| Friedenskirche | Saarbrücken Karte              | 1743–1751 | 1944      | 1961–1966    | Altbau: Friedrich Joachim Stengel | Äußerlich originalgetreue Rekonstruktion nach Plänen Stengels. Im Inneren wurde jedoch auf modernen Stil gesetzt.                                                               |                          |           |
| Ludwigskirche  | Saarbrücken Karte              | 1762–1775 | 1944      | 1949 – heute | Altbau: Friedrich Joachim Stengel | Weitgehend originalgetreuer Wiederaufbau des Vorkriegszustandes. Sie wird bis heute Stück für Stück mit viel Sorgfalt rekonstruiert.                                            | (regionalgeschichte.net) |           |
| Saarkran       | Saarbrücken Karte              | 1761–1762 | 1852      | 1989–1991    | Altbau: Friedrich Joachim Stengel | Eine funktional und optisch originalgetreue Rekonstruktion am alten Standort. Alte Plänen und Stiche ermöglichten den Wiederaufbau. Der Kran ist heute ein Technisches Denkmal. | (saarbruecken.de)        |           |
| Villa Borg     | Perl Borg Karte                | 1. Jh.    | N/A       | 1997–2001    | N/A                               | Archäologische Rekonstruktion des Herrenhauses mit Innenhof, Torhaus, Taverne, Wohn- und Wirtschaftsbereichen und einem römischen Bad mit Hypokaustum.                          | (villa-borg.de)          |           |

### Im Bau befindlich, geplant oder initiiert
| Name          | Standort                       | Altbau                      | Zerstört                    | Status           | Architekt | Informationen zum Rekonstruktionsvorhaben & Besonderheiten | ∞                  | Abbildung |
| ------------- | ------------------------------ | --------------------------- | --------------------------- | ---------------- | --------- | --- | ------------------ | --------- |
| Hoferkopfturm | Friedrichsthal Bildstock Karte | 1. Turm: 1931 2. Turm: 1994 | 1. Turm: 1972 2. Turm: 2014 | Bürgerinitiative | N/A       | Heute engagiert sich der „Förderverein Hoferkopfturm e. V.“ mit Mitgliedern aus Friedrichsthal, Bildstock und Maybach für die Wiedererrichtung eines Aussichtsturmes. Der neue Turm soll, an den im Jahr 1931 erbauten Turm angelehnt, als Holzkonstruktion errichtet werden. Die nötigen Pläne dazu sind noch vorhanden. Im Gegensatz zum Original ist eine lockere Quer- oder Längsverschalung mit Aussichtspodesten auf jeder Ebene vorgesehen. Die beschriebene, vom Förderverein vorgeschlagene Turmversion in Holzbauweise ist jedoch noch nicht gesichert. Es könnte auf Betreiben des Stadtrates auch eine Aluminiumkonstruktion ausgeführt werden. | (hoferkopfturm.de) |           |

## Sachsen

### Abgeschlossene Rekonstruktionen
| Name                  | Standort                  | Altbau                                 | Zerstört  | Reko.      | Architekt                                        | Rekonstruktionsumfang & Besonderheiten | ∞                                      | Abbildung |
| --------------------- | ------------------------- | -------------------------------------- | --------- | ---------- | ------------------------------------------------ | --- | -------------------------------------- | --------- |
| Bibliotheca Albertina | Leipzig Karte             | 1887–1891                              | 1945      | 1992–2002  | Altbau: Arwed Rossbach                           | Größtenteils sehr aufwändige originalgetreue Rekonstruktion der Fassaden. | (leipziginfo.de)                       |           |
| Bischof-Benno-Haus    | Bautzen Schmochtitz Karte | 1763–1770                              | 1945      | 1990–1992  | Altbau: Matthäus Daniel Pöppelmann               | Historischer Wiederaufbau des Herrenhauses. Namenspatron der Anlage ist Bischof Benno von Meißen | (benno-haus.de)                        |           |
| Coselpalais           | Dresden Altstadt Karte    | 1763–1764                              | 1945      | 1998–2000  | Altbau: Julius Heinrich Schwarze                 | Das originalgetreu wiederaufgebaute Coselpalais ist der erste „Leitbau“ in exponierter Lage, direkt neben der Frauenkirche. | (coselpalais-dresden.de)               |           |
| Dinglingerhaus        | Dresden Altstadt Karte    | 1711                                   | 1945      | 2015–2017  | Matthäus Daniel Pöppelmann                       | Weitgehend originalgetreue Rekonstruktion unter Einbeziehung des teilweise erhaltenen Kellers. | (Kimmerle GBR Jüdenhof)                |           |
| Dresdner Schloss      | Dresden Altstadt Karte    | Ursprung: 12. Jh. Renaissance: ab 1547 | 1945      | 1985–2013  | Umbau ab 1547: Caspar Vogt von Wierandt          | Weitgehend originalgetreue Rekonstruktion. Zu DDR-Zeiten wurde zwar der Wiederaufbau begonnen, aber erst nach der Wende vorangetrieben. Fünf Museen haben heute im Schloss ihre Heimat, das Historische und das Neue Grünes Gewölbe, das Münzkabinett, das Kupferstichkabinett und die Rüstkammer mit der Türckischen Cammer. | (skd.museum)                           |           |
| Frauenkirche          | Dresden Altstadt Karte    | 1726–1743                              | 1945      | 1993–2005  | Altbau: George Bähr Neubau: Eberhard Burger      | Die Frauenkirche ist eine originalgetreue Rekonstruktion. Sie gilt als bekannteste Rekonstruktion Deutschlands und wird als herausragendes Beispiel für die Wiedergewinnung von abgegangener Architektur angesehen. Dank der zahlreichen Spenden aus aller Welt konnte die Kirche schneller errichtet werden, als es laut Plan vorgesehen war. | (frauenkirche-dresden.de)              |           |
| Hoher Turm            | Chemnitz Karte            | Ursprung: 12. Jh. Barock: 1746         | 1945/1946 | 1986       | N/A                                              | Historisch genauer Wiederaufbau des Turmes, mit in Stahlkonstruktion konzipierter verschieferter und mit Kupfer gedeckter Turmhaube. |                                        |           |
| Neumarkt              | Dresden Altstadt Karte    | Verschieden                            | 1945      | 2005–heute | Verschiedene                                     | Mehrere Rekonstruktionen und Teilrekonstruktionen neben historisierenden Gebäuden und wenigen modernen Bauten. Das Gebiet ist aufgeteilt in die Quartiere (I bis VIII), welche einzeln entwickelt und bebaut wurden und werden. Der Verein Gesellschaft Historischer Neumarkt Dresden engagiert sich stark für ein historisches Erscheinungsbild des Neumarktes. Hervorzuheben sind das Hotel Stadt Rom, welches als herausragendes Beispiel für bürgerliche Baukunst galt, und das Palais Hoym, um dessen Rekonstruktion noch gekämpft wird. | (neumarkt-dresden.de)                  |           |
| Kurländer Palais      | Dresden Karte             | 1728–1729                              | 1945      | 2006–2007  | Altbau: Johann Christoph Knöffel                 | Das Kurländer Palais wurde mitsamt seinen Innenräumen und Außenanlagen wiederaufgebaut. Es war die letzte innerstädtische Kriegsruine. | (kurlaender-palais.com)                |           |
| Semperoper            | Dresden Karte             | 1871–1878                              | 1945      | 1977–1985  | Altbau: Gottfried Semper Neubau: Wolfgang Hänsch | Das Gebäude wurde weitgehend nach den alten Plänen wiederaufgebaut. Mit Sicherungsarbeiten und konzeptionellen Studien wurde die Rekonstruktion detailliert vorbereitet. | dresden-und-sachsen.de (semperoper.de) |           |
| Taschenbergpalais     | Dresden Karte             | 1706–1711                              | 1945      | 1992–1995  | Altbau: Johann Friedrich Karcher                 | Das Taschenbergpalais wurde nach historischen Plänen und unter Verwendung originaler Bausubstanz rekonstruiert. | (dresden-und-sachsen.de)               |           |

### Im Bau befindlich, geplant oder initiiert
| Name                        | Standort                      | Altbau    | Zerstört  | Status               | Architekt              | Informationen zum Rekonstruktionsvorhaben & Besonderheiten | ∞                                                                                       | Abbildung |
| --------------------------- | ----------------------------- | --------- | --------- | -------------------- | ---------------------- | --- | --------------------------------------------------------------------------------------- | --------- |
| Narrenhäusel                | Dresden Karte                 | 1755      | 1945&1950 | Planungen            |                        | Eine Rekonstruktion wird vor allem vom Verein Gesellschaft Historischer Neumarkt Dresden angestrebt. Der für den Wiederaufbau nötige Abriss einer Fußgängerunterführung wurde zwischenzeitlich ausgeführt und der Wiederaufbau des Narrenhäusel im Jahr 2015 vom Dresdner Stadtrat beschlossen. Um die architektonische Ausführung wird aber noch gerungen. | (neumarkt-dresden.de)                                                                   |           |
| Neustädter Rathaus          | Dresden Innere Neustadt Karte | 1750–1754 | 1945      | Bürgerinitiative     | Johann Gottfried Fehre | Die Bürgerinitiative INITIATIVE FÜR DEN WIEDERAUFBAU DES NEUSTÄDTER RATHAUSES strebt eine originalgetreue Rekonstruktion an. Im Inneren soll es allerdings eine moderne Nutzung erhalten. Zu diesem Zweck sucht die Initiative einen Investor, der die Baukosten übernimmt. Außerdem werden zurzeit maßstabsgetreue Pläne des Neustädter Rathauses angefertigt. | (neustaedter-rathaus.de)                                                                |           |
| Palais Oppenheim            | Dresden Seevorstadt Ost Karte | 1845–1848 | 1951      | Planungsüberlegungen | Gottfried Semper       | Auf Druck des DDR-Stadtrates wurde das Palais 1951 aus der Denkmalliste der Stadt Dresden gestrichen und kurz darauf gesprengt. Der an seiner Stelle geplante Neubau wurde nie errichtet, daher wird nun an selber Stelle eine Rekonstruktion des Gebäudes angestrebt. | (neumarkt-dresden.de)                                                                   |           |
| Königsufer Neustadt Dresden | Dresden Innere Neustadt       |           | 1945      | Bürgerinitiative     |                        | Eine teilweise Rekonstruktion des Königsufers in der inneren Neustadt Dresdens. Grundlagen der Planung sind eine Bebauung, die sich an der ehemaligen kleinteiligen Bürgerstadt mit „normalen“ städtischen Nutzungen gegenüber der repräsentativen Stadt auf der anderen Elbseite orientiert, ferner eine an der historischen Gestaltung des Königsufers ausgerichtete Freiraumgestaltung. Bedeutendes Element wird eine Promenade sein, die elbseitig entlang der Gebäude zwischen Finanzministerium und Augustusbrücke verläuft. Diese Stadtterrasse bietet künftig einen Blick in den Landschaftsraum der Elbe und auf die Altstadt. Sie beginnt an der Augustusbrücke zwischen dem Narrenhäusel und dem nördlich angrenzenden städtischen Baufeld und endet im Bereich der großen Platanen an der Wiesentorstraße. | https://www.dresden.de/de/stadtraum/zentrale-projekte/koenigsufer-neustaedter-markt.php |           |

## Sachsen-Anhalt

### Abgeschlossene Rekonstruktionen
| Name                  | Standort                      | Altbau                           | Zerstört | Reko.                              | Architekt                 | Rekonstruktionsumfang & Besonderheiten | ∞                             | Abbildung |
| --------------------- | ----------------------------- | -------------------------------- | -------- | ---------------------------------- | ------------------------- | --- | ----------------------------- | --------- |
| Altes Rathaus         | Magdeburg Karte               | 1691–1698                        | 1945     | 1965–1969                          | Altbau: Heinrich Schmutze | Das Alte Rathaus wurde weitgehend historisch, aber ohne Umbauten, die mit der Zeit hinzukamen, rekonstruiert. | (wirsindmagdeburg.de)         |           |
| Homburgswarte         | Harz Thale Karte              | 1901                             | N/A      | 1993                               | N/A                       | Originalgetreue Rekonstruktion. Die Homburgswarte wurde auf dem Baufeld einer germanischen Fliehburg (Homburg) errichtet. Die alte Burg wurde wahrscheinlich zwischen 750 und 450 v. Chr. errichtet.                                                 | (ausflugsziele-harz.de)       |           |
| Johanniskirche        | Dessau Karte                  | 1690–1702                        | 1944     | 1955                               | Altbau: Martin Grünberg   | Schlichter, aber historischer Wiederaufbau. Das barocke Innere wurde nicht wiederhergestellt. | (johanniskirche-dessau.de)    |           |
| Neues Rathaus         | Magdeburg Karte               | 1904–1907                        | 1945     | 1950                               | Altbau: Wilhelm Berner    | Originalgetreuer Wiederaufbau des Neuen Rathauses. | (zeitreisen-magdeburg.de)     |           |
| Pfalz Tilleda         | Tilleda Kyffhäuser Karte      | 10. Jh.                          | 13. Jh.  | 2001                               | N/A                       | Archäologische Rekonstruktion von Teilen der Pfalz. 1871 deutete man Mauerreste erstmals wieder als Reste der Pfalz. Von 1935 bis 1939 und von 1958 bis 1979 fanden umfangreiche Ausgrabungen statt, die wahrscheinlich die gesamte Pfalz freigaben. | (pfalz-tilleda.de)            |           |
| Rathaus mit Ratslaube | Halberstadt Karte             | Rathaus: 14. Jh. Ratslaube: 1663 | 1945     | Rathaus: 1997–1998 Ratslaube: 2004 | N/A                       | Das Rathaus wurde in den historischen Grundformen, aber teilweise mit moderner Außengestaltung, wiedererrichtet. Später konnte eine breit angelegte Bürgeraktion durch Spendengelder auch die historische Rekonstruktion der Ratslaube realisieren.  | mdr.de(belocal.de)            |           |
| Schloss Hundisburg    | Haldensleben Hundisburg Karte | 1693–1712                        | 1945     | 1990–2012                          | Altbau: Hermann Korb      | Nach und nach wurde das Schloss originalgetreu, samt einiger Innenräume und Nebengebäude, wiederhergestellt. Unter anderem wird seit 2011 wieder am alten Ort Bier gebraut.                                                                          | (schloss-hundisburg.de)       |           |
| Sankt Agnes           | Magdeburg Neue Neustadt Karte | 1861                             | 1944     | 1949                               | N/A                       | Historischer Wiederaufbau direkt nach Kriegsende. | (johannes-bosco-magdeburg.de) |           |
| Wallwitzburg          | Dessau Ziebigk Karte          | 1796–1800                        | N/A      | 2008–2011                          | N/A                       | Die Turmruine wurde im ursprünglichen Stil, unter Einbezug der noch vorhandenen Bausubstanz, rekonstruiert. Für die Zukunft sind noch ein Fahnenmast und ein Treppenturm geplant.                                                                    | (wallwitzburg.de)             |           |

### Im Bau befindlich, geplant oder initiiert
| Name          | Standort        | Altbau    | Zerstört | Status           | Architekt       | Informationen zum Rekonstruktionsvorhaben & Besonderheiten | ∞                         | Abbildung               |
| ------------- | --------------- | --------- | -------- | ---------------- | --------------- | --- | ------------------------- | ----------------------- |
| Altes Rathaus | Halle Karte     | 1558–1569 | 1950     | Bürgerinitiative | Nickel Hoffmann | Das nur teilweise zerstörte Alte Rathaus, dessen Barockflügel fast unzerstört blieben, wurde bis 1950 schrittweise abgerissen. Die Grundmauern sind noch gut erhalten. Die Stiftung „Altes Rathaus Halle (Saale)“ wirbt derzeit um Spenden für eine angestrebte Rekonstruktion. | (halles-altes-rathaus.de) |                         |
| Ratswaage     | Halle Karte     | 1573–1581 | 1950     | Bürgerinitiative |                 | Die teilweise zerstörte Ratswaage wurde bis 1950 abgerissen. Im Jahr 2004 wurde die Einweihung des Kaufhaus-Erweiterungsbaus, auf dem Grundstück der Ratswaage, von einer Mahnwache unter dem Motto: „Wider den Kaufhofklotz“ begleitet. Georg Friedrich Händel wurde in der zur Universität Halle gehörenden Ratswaage immatrikuliert. Die Stiftung „Altes Rathaus Halle (Saale)“ engagiert sich intensiv für eine Rekonstruktion. |                           | Ratswaage Halle (links) |
| Ulrichskirche | Magdeburg Karte | 1000 etwa | 1956     | Bürgerinitiative | N/A             | Die verhältnismäßig leicht beschädigte Ulrichskirche ließ die SED, als eine von insgesamt acht wiederaufbaufähigen Kirchen, sprengen. Das Baufeld der Kirche in zentraler Lage ist noch heute frei, dennoch scheiterten bisher alle Bemühungen um eine Rekonstruktion. | (ulrichskirche.de)        |                         |

## Schleswig-Holstein

### Abgeschlossene Rekonstruktionen
| Name                        | Standort               | Altbau    | Zerstört                         | Reko.     | Architekt                                   | Rekonstruktionsumfang & Besonderheiten | ∞                       | Abbildung |
| --------------------------- | ---------------------- | --------- | -------------------------------- | --------- | ------------------------------------------- | --- | ----------------------- | --------- |
| Lübecker Dom                | Lübeck Altstadt Karte  | 1173–1247 | 1942&1946                        | bis 1982  | Neubau: Friedhelm Grundmann Horst Sandtmann | Äußerlich originalgetreuer Wiederaufbau. Im Gegensatz zum Original wurde die Unterkonstruktion der Turmhelme mit Leichtbeton errichtet, und auch ihre Fundamente wurden verstärkt.                                               | (domzuluebeck.de)       |           |
| Marienkirche                | Lübeck Altstadt Karte  | 1277–1351 | 1942                             | 1947–1959 | N/A                                         | Äußerlich originalgetreuer Wiederaufbau. Die Holzkonstruktion wurden durch eine Konstruktion aus Leichtbeton ersetzt. Im Südturm besteht eine Gedenkkapelle mit den originalen, im Zweiten Weltkrieg heruntergestürzten Glocken. | (st-marien-luebeck.de)  |           |
| St.-Petri-Kirche            | Lübeck Altstadt Karte  | 1227–1250 | 1942                             | bis 1986  | N/A                                         | Äußerlich originalgetreuer Wiederaufbau. Im Inneren wurde auf jegliche Rekonstruktion verzichtet. | (st-petri-luebeck.de)   |           |
| Schloss Plön                | Plön Karte             | 1632      | Innen ab 1868 kaum zerstört      | 2002–2006 | N/A                                         | Weitgehend originalgetreue Wiederherstellung der herzoglichen Paradezimmer und der Schlosskapelle. Historisierende Wiederherstellung des Gartensaales und des Rittersaales, auf moderne Nutzung abgestimmt.                      | (fielmann-akademie.com) |           |
| Wikingerhäuser von Haithabu | Busdorf Haithabu Karte | 830–900   | wenige Jahre nach der Errichtung | 2005–2008 | N/A                                         | Insgesamt sieben Wikingerhäuser, nach archäologischen Erkenntnissen möglichst exakt rekonstruiert. | (haithabu.de)           |           |

### Im Bau befindlich, geplant oder initiiert
| Name                   | Standort            | Altbau    | Zerstört | Status           | Architekt | Informationen zum Rekonstruktionsvorhaben & Besonderheiten | ∞                               | Abbildung |
| ---------------------- | ------------------- | --------- | -------- | ---------------- | --------- | --- | ------------------------------- | --------- |
| Altes Rathaus am Markt | Kiel Altstadt Karte | 1300 etwa | 1943     | Bürgerinitiative | N/A       | Lose Initiativen einzelner Bürger zur Wiedergewinnung des Alten Rathauses. Im Gebäude begann 1848 der Widerstand gegen die Einverleibung des Herzogtums Schleswig in den Staat Dänemark. | schilksee-info.de kiel.de (PDF) |           |

## Thüringen

### Abgeschlossene Rekonstruktionen
| Name                                    | Standort                              | Altbau             | Zerstört | Reko.                                 | Architekt | Rekonstruktionsumfang & Besonderheiten | ∞                  | Abbildung |
| --------------------------------------- | ------------------------------------- | ------------------ | -------- | ------------------------------------- | --------- | --- | ------------------ | --------- |
| Collegium Maius                         | Erfurt Karte                          | 1511–1515          | 1945     | 1998–1999                             | N/A       | Historischer Wiederaufbau des Hauptgebäudes der ehemaligen Universität. Die Rekonstruktion des Portals geschah bereits im Lutherjahr 1983. Das Dach wurde nicht rekonstruiert.               | (erfurt-web.de)    |           |
| Dorfkirche Harpersdorf                  | Kraftsdorf Harpersdorf Karte          | 1817–1818          | 1945     | 1946–1950                             | N/A       | Originalgetreuer Wiederaufbau mit Eigeninitiative der Dorfbewohner. |                    |           |
| Dorfkirche Jägersdorf                   | Schöps Jägersdorf Karte               | 1713 etwa          | 2002     | 2003–2010                             | N/A       | Originalgetreue Rekonstruktion nach Brand. Die Glocken wurden am Tag vor dem Ausbruch des Feuers abgenommen, weswegen sie original erhalten blieben.                                         |                    |           |
| Dorfkirche Nermsdorf                    | Buttelstedt Nermsdorf Karte           | 1817–1818          | 1988     | 1999                                  | N/A       | Schrittweise Rekonstruktion des historischen Zustandes. Aus Kostengründen wird vorläufig auf den barocken Zwiebelturm verzichtet. Im Inneren wurde die Kirche modern gestaltet.              |                    |           |
| Nordostseite des Marktplatzes in Weimar | Weimar Karte                          | 1300 etwa          | 1945     | Stadthaus: 1968–1971, Nordseite: 1993 | N/A       | Die Fassade des Weimarer Stadthauses wurde schon zu DDR-Zeiten wieder hergestellt. Nach der Wende folgten vier weitere Bürgerhäuser an der Nordseite des Marktes, darunter die Hof-Apotheke. | (baunetz.de)       |           |
| Roter Turm                              | Jena Karte                            | 1430; 1865 (Umbau) | 1995     | 1999–2000                             | N/A       | Nach Zusammenbruch bei Sanierung wurde der Turm im Erscheinungsbild des Umbaus von 1865 wieder aufgebaut.                                                                                    | (entdecke-jena.de) |           |
| St. Nikolaus                            | Heilbad Heiligenstadt Siemerode Karte | 1733–1737          | 1945     | 1945–1958                             | N/A       | Sofortiger historischer Wiederaufbau der Kirche. Die Doppelturmfassade wurde in den Jahren 1955 bis 1958 hinzugefügt.                                                                        |                    |           |

### Im Bau befindlich, geplant oder initiiert
| Name     | Standort     | Altbau   | Zerstört | Status           | Architekt | Informationen zum Rekonstruktionsvorhaben & Besonderheiten | ∞                   | Abbildung |
| -------- | ------------ | -------- | -------- | ---------------- | --------- | --- | ------------------- | --------- |
| Bachhaus | Weimar Karte | vor 1700 | 1945     | Bürgerinitiative | N/A       | Der Komponist Johann Sebastian Bach bewohnte das Gebäude zwischen 1708 und 1717. Wie genau das Gebäude zu Bachs Zeiten aussah, konnte noch nicht ermittelt werden. Wie es vor der Zerstörung aussah, ist jedoch gut dokumentiert. Die Fassade des Erdgeschosses ist noch vorhanden. | (bachhausweimar.de) |           |